# آموزش جنسی در ایالات متحده آمریکا
در ایالات متحده، آموزش جنسی به دو شکل اصلی آموزش داده می‌شود: آموزش جنسی جامع و خودداری انتخابی که به عنوان بخشی از قانون زندگی خانوادگی نوجوانان (AFLA) معرفی شده است.
آموزش جنسی جامع، شامل آموزش‌هایی با عناوینی همچون (آموزش جنسی مبتنی بر پرهیز به علاوه کاهش خطر جنسی) می‌باشد.
در این رویکرد، "خودداری انتخابی" را به عنوان یک گزینه انتخابی پوشش می‌دهد. همچنین نوجوانان را در مورد سن رضایت و در دسترس بودن روش‌های پیشگیری از بارداری و روش‌های جلوگیری از بیماری‌های آمیزشی آگاه می‌سازد. علاوه بر این، هر ایالت در آمریکا یک برنامه آموزشی اجباری برای ایدز دارد. آموزش جنسی با رویکرد "خودداری انتخابی"، پرهیز محور، فقط پرهیز تا زمان ازدواج، اجتناب از خطرات جنسی، برنامه عِفاف و اخیراً آموزش جنسی توانمندسازی جوانان نیز نامیده می‌شود.
این رویکرد بر پرهیز از فعالیت جنسی قبل از ازدواج تأکید دارد و روش‌هایی همچون پیشگیری از بارداری را رد می‌کند. این دو رویکرد در فلسفه و برنامه های دوربردی آموزش جوانان درباره تمایلات جنسی تفاوت‌های زیادی دارند. تفاوت‌های این دو رویکرد و تأثیر آن‌ها بر رفتار نوجوانان، همچنان موضوع بحث‌برانگیز در ایالات متحده است.

## موقعیت فعلی
برنامه‌های آموزش جنسی در ایالات متحده به دانش‌آموزان ، در مورد سلامت جنسی و همچنین راه‌هایی برای جلوگیری از بیماری‌های مقاربتی و بارداری ناخواسته در نوجوانی آموزش می‌دهند. سه نوع اصلی برنامه عبارتند از: خودداری کامل، خودداری انتخابی و آموزش جامع جنسی. اگرچه برنامه‌های آموزش جنسی که خودداری کامل را ترویج می‌کنند، در مدارس دولتی آمریکا بسیار برجسته هستند، اما آموزش‌های جنسی جامع به عنوان مؤثرترین آن‌ها شناخته شده است. ثابت شده که آموزش های جنسی جامع به جوانان کمک می‌کند تا تصمیم‌های بهتری بگیرند. آموزش جنسی فواید زیادی دارد؛ برای مثال دانش‌آموزان را با آناتومی انسان آشنا می‌کند و اهمیت روابط سالم را آموزش می‌دهد. برنامه‌های آموزش جنسی جامع در مدارس دولتی نتیجه بخش بوده و این پتانسیل را دارد که درصد بالایی از بیماری‌های مقاربتی بارداری‌های ناخواسته را در آمریکا کاهش دهد.
اکثر نوجوانان در ایالات متحده حداقل یک بار بین کلاس‌های ۶ و ۱۲ نوعی آموزش جنسی را در مدرسه تجربه می‌کنند. در بسیاری از مدارس برخی موضوعات جنسی از کلاس ۴ یا ۵ شروع به پرداختن می شود. موسسات آموزشی و سایر طرفداران استانداردهای ملی آموزش جنسی از این موضوع دفاع می‌کنند که تا پایان کلاس پنجم، دانش آموزان باید بتوانند «گرایش جنسی را به عنوان جذابیت عاشقانه یک فرد به فردی هم جنس یا جنسیت متفاوت تعریف کنند.». با این حال، آنچه دانش‌آموزان می‌آموزند بسیار متفاوت است، زیرا تصمیمات برنامه درسی بسیار غیر متمرکز هستند. بسیاری از ایالت‌ها قوانینی دارند که بر آنچه در کلاس‌های آموزش جنسی آموزش داده می‌شود یا به والدین اجازه می‌دهد از شرکت در این کلاس‌ها انصراف دهند. برخی از قوانین ایالتی تصمیم‌گیری در مورد برنامه درسی را به تک تک مناطق مدرسه واگذار می‌کنند.
اهداف ملی بهداشت عمومی برای نوجوانان، ارائه یک آموزش جنسی جامع را توصیه می‌کند، که طیف وسیعی از موضوعات را پوشش می‌دهد و خواستار «افزایش سهم نوجوانانی است که آموزش‌های رسمی در مورد پرهیز، روش‌های کنترل بارداری، و پیشگیری از HIV/AIDS و STIs دریافت می‌کنند». علیرغم اهداف ملی بهداشت عمومی، تحقیقات نشان داده است که شکاف رو به رشدی بین آن‌ها و نوجوانان دریافت آموزش جنسی وجود دارد. داده‌های نظرسنجی ملی رشد خانواده، یک نظرسنجی نماینده ملی خانواده که توسط مرکز ملی آمار سلامت انجام شده است، از پاسخ دهندگان پرسیده است که آیا قبل از سن ۱۸ سالگی «هرگونه آموزش رسمی در یک مدرسه، کلیسا، یک مرکز اجتماعی یا سایر موارد دیگر دریافت کرده‌اند. مکان» دربارهٔ طیفی از موضوعات آموزش جنسی. در طول دوره ۲۰۱۱–۲۰۱۳، داده‌های NSFG نشان داد که در میان نوجوانان ۱۵ تا ۱۹ ساله، نسبت‌های مشابهی از زنان و مردان گزارش شده است که آموزش رسمی دریافت کرده‌اند، با سهم دریافت آموزش در مورد روش‌های کنترل بارداری (۶۰٪ زن، ۵۵٪ مرد) کمتر است. نسبت به سهمی که در مورد نه گفتن به رابطه جنسی، بیماری‌های مقاربتی یا اچ آی وی/ایدز دستورالعمل دریافت می‌کند. بسیاری از نوجوانان با تجربه جنسی (۴۳٪ زن و ۵۷٪ از مردان) قبل از شروع رابطه جنسی، دستورالعمل رسمی در مورد پیشگیری از بارداری دریافت نمی‌کنند. سهم نوجوانانی که آموزش رسمی دریافت می‌کنند رو به کاهش بوده است. بین سال‌های ۲۰۰۶ تا ۲۰۱۰ و ۲۰۱۱ تا ۲۰۱۳، نسبت زنان ۱۵ تا ۱۹ ساله که آموزش‌های مربوط به کنترل بارداری، نه گفتن به رابطه جنسی، اچ‌آی‌وی/ایدز و بیماری‌های مقاربتی را دریافت کرده‌اند، کاهش یافته است، و همچنین کاهش در این نسبت وجود دارد. از مردانی که گزارش داده‌اند در مورد کنترل بارداری دستورالعمل‌های رسمی دریافت کرده‌اند. هم مرد و هم زن افزایش دریافت آموزش در مورد نه گفتن به رابطه جنسی را گزارش کردند، بدون اینکه اطلاعاتی در مورد کنترل بارداری ارائه شود.
NSFG همچنین کاهش زیادی در آموزش‌های رسمی در مورد کنترل تولد از سال ۱۹۹۵ تا ۲۰۱۱–۲۰۱۳ نشان می‌دهد که از ۸۷٪ به ۶۰٪ در دختران نوجوان و ۸۱٪ به ۵۵٪ در پسران نوجوان کاهش یافته است. اگرچه آموزش‌های رسمی در مورد کنترل بارداری به میزان قابل توجهی کاهش یافته است، از هر ۱۰ نوجوان ۹ نفر گزارش می‌دهند که آموزش‌های رسمی در مورد بیماری‌های مقاربتی دریافت کرده‌اند.
تحقیق‌های علمی مدرن گسترده نشان داده است که آموزش به جوانان در مورد رابطه جنسی منجر به آزمایش‌های جنسی اولیه نمی‌شود. علاوه بر این، تحقیق‌های مالی فدرال Mathematica Policy Research در مورد برنامه‌های پرهیز تا زمان ازدواج نشان داد که «جوانان در گروه برنامه به احتمال زیاد نسبت به جوانان گروه کنترل از رابطه جنسی خودداری می‌کنند و در میان آن‌هایی که گزارش کرده‌اند که دارای رابطه جنسی هستند. رابطه جنسی داشتند، تعداد شریک جنسی مشابهی داشتند و رابطه جنسی را در همان سن شروع کردند. متخصصان بهداشت عمومی اغلب برای آموزش آموزش جامع استدلال می‌کنند و به این اشاره می‌کنند که این آموزش نتایج بهداشت عمومی را بهبود می‌بخشد.

### برنامه تحصیلی
برنامه درسی رایج در کلاس‌های آموزش جنسی مدارس آمریکا ، شامل «آموزش در مورد موضوعات بهداشت جنسی از جمله تمایلات جنسی انسان است. پیشگیری از HIV یا STI و پیشگیری از بارداری معمولاً در دبیرستان بیشتر از مدرسه راهنمایی یا ابتدایی مورد نیاز است.» آمار ارائه شده توسط مرکز کنترل بیماری (CDC) نشان می‌دهد که بین سال‌های ۲۰۰۰ و ۲۰۱۴، بخشی از مدارس اطلاعاتی در مورد آموزش بهداشت جنسی، از جمله موضوعاتی مانند پرهیز، بلوغ، و نحوه استفاده صحیح از کاندوم ارائه می‌دهند. نپذیرفتن. CDC 19 موضوع مهم تربیت جنسی را که باید در تمام مدارس راهنمایی و دبیرستان تدریس شود، شناسایی کرده است. در سال ۲۰۱۴، کمتر از نیمی از دبیرستان‌ها و تنها ۲۰ درصد از مدارس راهنمایی در مورد تمام ۱۶ موضوعی که CDC آنها را برای آموزش بهداشت جنسی ضروری می‌داند، آموزش ارائه کردند.

#### دبیرستان
یک گزارش آمار و سیاست، بر اساس داده‌های CDC و منتشر شده توسط مؤسسه Guttmacher، نشان می‌دهد که در سال ۲۰۱۴، ۷۲٪ از دبیرستان‌های خصوصی و دولتی در ایالات متحده اطلاعاتی در مورد پیشگیری از بارداری ارائه کردند، و ۷۶٪ آموزش دادند که پرهیز از "موثرترین روش" است. برای جلوگیری از بارداری، HIV و سایر بیماری‌های مقاربتی." اگرچه ۶۱ درصد از دبیرستان‌های خصوصی و دولتی ایالات متحده در مورد اثربخشی پیشگیری از بارداری تدریس می‌کردند، تنها ۳۵ درصد به آموزش نحوه استفاده صحیح از کاندوم به دانش آموزان نیاز داشتند. در جمعیت‌شناسی دبیرستان‌های دولتی و خصوصی ایالات متحده که پیشگیری از بارداری را آموزش می‌دادند، میانگین زمان صرف شده در کلاس برای تدریس این مبحث ۴٫۲ ساعت بود.

#### مدرسه راهنمایی
آمار منتشر شده توسط CDC در مورد مدارس راهنمایی دولتی و خصوصی در چارچوب سیاست‌ها و الزامات آموزش جنسی ایالات متحده در سال ۲۰۱۴ نشان داد که ۳۰٪ از مدارس راهنمایی دولتی و خصوصی ایالات متحده اطلاعاتی در مورد پیشگیری از بارداری ارائه می‌دهند و ۵۰٪ از آن‌ها پرهیز را به‌عنوان «موثرترین» روش برای جلوگیری از بارداری، HIV و سایر بیماری‌های مقاربتی آموزش می‌دهند.  همچنین، ۲۰٪ از مدارس راهنمایی دولتی و خصوصی ایالات متحده آموزش‌هایی در مورد اثربخشی پیشگیری از بارداری ارائه می‌دهند و ۱۰٪ از آن‌ها برای آموزش استفاده صحیح از کاندوم به دانش‌آموزان نیاز به آموزش دارند. گزارش CDC همچنین نشان داد که به‌طور متوسط، ۲٫۷ ساعت آموزش در مورد پیشگیری از بارداری توسط مدارس راهنمایی دولتی و خصوصی ایالات متحده الزامی است.

#### دبستان
به‌ طور سنتی، مدارس آموزش‌های جنسی را از کلاس‌های پنجم و ششم آغاز کرده‌اند که عمدتاً بر بلوغ و آناتومی و فیزیولوژی تولید مثل تمرکز دارد. آموزش جنسی در این مقاطع معمولاً به‌عنوان آموزش بلوغ شناخته می‌شود تا تأکید بر آمادگی کودکان برای تغییراتی که همه انسان‌ها، در بزرگسالی تجربه می‌کنند، منعکس کند. اطلاعات کمی در مورد میزان آموزش جنسی در دوره ابتدایی وجود دارد، اما تعداد فزاینده‌ای از مدارس، آموزش‌های جنسی مناسب را از مهدکودک آغاز کرده و آن را مطابق با استانداردهای ملی آموزش جنسی (NSES) ارائه می‌دهند.

#### افکار عمومی
مطالعات متعددی در مورد اثربخشی هر دو رویکرد و داده‌های متناقض در مورد افکار عمومی آمریکا انجام شده است. نظرسنجی‌های عمومی انجام‌شده در طول سال‌ها نشان می‌دهد که اکثر آمریکایی‌ها به برنامه‌های آموزش جنسی گسترده‌تر نسبت به برنامه‌هایی که فقط پرهیز از خودداری را آموزش می‌دهند، علاقه دارند، اگرچه مربیان پرهیز به تازگی داده‌های نظرسنجی را با نتیجه‌گیری مخالف منتشر کرده‌اند. این نظرسنجی که توسط انجمن ملی آموزش پرهیز از خودداری (که اکنون Ascend نامیده می‌شود) حمایت می‌شود و توسط زوگبی بین‌المللی انجام شده است، اطلاعاتی را گزارش می‌دهد که در نظرسنجی‌های روش شناختی صحیح تکرار نشده است. با این حال، گزارش‌های انجام شده توسط NPR در ارتباط با بنیاد خانواده قیصر و مدرسه دولتی کندی، نشان می‌دهد که ۹۳ درصد از آمریکایی‌ها از آموزش جنسی در مدارس به هر طریقی حمایت می‌کنند.
کارشناسان دانشگاه کالیفرنیا در سانفرانسیسکو نیز مربیان جنسی را تشویق می‌کنند که رابطه جنسی دهانی و نگرانی‌های عاطفی را به عنوان بخشی از برنامه درسی خود بگنجانند. یافته‌های آنها همچنین از مطالعات قبلی حمایت می‌کند که نتیجه می‌گیرند:
ریسک‌پذیری جنسی باید از منظر رابطه پویا در نظر گرفته شود، نه صرفاً از دیدگاه مدل بیماری سنتی. برنامه‌های پیشگیری به ندرت نگرانی‌های اجتماعی و عاطفی نوجوانان را در مورد رابطه جنسی مورد بحث قرار می‌دهند. بحث در مورد پیامدهای منفی بالقوه، مانند احساس گناه یا احساس استفاده از شریک زندگی، ممکن است برخی از نوجوانان را وادار کند که شروع رفتار جنسی را تا زمانی که از استحکام رابطه خود با شریک زندگی مطمئن‌تر شوند و با ایده تبدیل شدن راحت‌تر به تأخیر بیندازند. فعال جنسی شناسایی پیامدهای منفی اجتماعی و عاطفی رایج رابطه جنسی نیز ممکن است در غربالگری نوجوانانی که در معرض خطر پیامدهای نامطلوب جدی تری پس از رابطه جنسی قرار دارند، مفید باشد.
آموزش جنسی هنوز در ایالات متحده بحثی است تا به امروز. برخی از والدین بر این باورند که برنامه‌های مدرسه فرزندانشان فعالیت جنسی را تشویق می‌کند و مدارس معتقدند دانش‌آموزان زیادی هستند که در خانه آموزش جنسی نمی‌بینند. هدف والدین این است که فرزندان از ارزش‌های خانوادگی خود پیروی کنند. والدین به جای اینکه برنامه‌های مدرسه در مورد چیزهایی که والدین سعی در اجتناب از آنها دارند به آنها آموزش دهد، می‌خواهند توانایی آموزش آنچه را که در مورد آموزش جنسی می‌خواهند به فرزندانشان بدهند. برنامه‌های آموزش جنسی در مدارس عمدتاً در تلاش است تا تصویری کامل از جنسیت و تمایلات جنسی به دانش آموزان ارائه دهد. آنها می‌خواهند دانش آموزان بدن خود را بشناسند و همچنین بدانند چگونه از آنها محافظت کنند و تصمیمات هوشمندانه بگیرند.
در مطالعه‌ای با عنوان «پاسخ‌های نوظهور: یافته‌های پژوهشی دربارهٔ برنامه‌های کاهش بارداری نوجوانان» نشان داد که برنامه‌های آموزش جنسی فقط پرهیز در مدارس به ندرت تأثیر مثبتی بر نوجوانان می‌گذارد. با این حال، شواهد نشان می‌دهد که برنامه‌های جامع آموزش جنسی به دانش‌آموزان کمک می‌کند تا بدون توجه به آنچه که انتخاب می‌کنند تصمیم بگیرند و ایمن باشند. برنامه‌های آموزش جنسی موفق به‌عنوان برنامه‌هایی گفته می‌شود که برنامه‌های درسی را با نیازهای خاص دانش‌آموزان تطبیق می‌دهند، به فشار همسالان و راه‌های پاسخ به آن رسیدگی می‌کنند، و محتوا را به گونه‌ای مورد بحث قرار می‌دهند که برای گروه‌های سنی دانش‌آموزان و سطح تجربه جنسی مناسب باشد، همگی در عین حال اطلاعات دقیق.

#### تدریس نزدیک به همتایان
در مدل تدریس نزدیک به همتا، دانش آموز با تجربه‌تر (به جای معلم حرفه ای) به عنوان مربی عمل می‌کند و دانش و تجربیات خود را به دانش آموزان منتقل می‌کند. این مدل اغلب برای آموزش آموزش بهداشت و علوم زیستی استفاده شده است.
یک مطالعه نشان داد که در ۷ مورد از ۱۱ کارآزمایی، مدل نزدیک به همتا موثرتر از آموزش معمولی بود. این مدل همچنین به‌عنوان ابزاری برای مربیان همتا برای تقویت مهارت‌های آموزشی و رهبری خود استفاده شده است، و مطالعات نتایج تحصیلی مثبتی را برای همسالان ارائه‌دهنده آموزش نشان داده‌اند.
تعدادی از برنامه‌ها از مدل نزدیک به همتا استفاده کرده‌اند. هدف برنامه آموزش پیشگیری از نوجوانان در دبیرستان‌های نیوجرسی و کارولینای شمالی کاهش بارداری نوجوانان است، زیرا دانش آموزان کلاس یازدهم و دوازدهم به دانش آموزان کلاس نهم آموزش بهداشت جنسی می‌دهند. نتایج نشان دهنده تأثیر مثبت مدل این برنامه است. مثال دیگر، تبادل سلامت همتایان است که توسط شش دانشجوی دانشگاه ییل در سال ۲۰۰۳ ایجاد شد. دانشجویان مقطع کارشناسی کالج آموزش جامع سلامت را به دانش‌آموزان پایه نهم در مدارس عنوان اول آموزش می‌دهند. بیش از ۲۰۰۰ داوطلب دانشجوی کالج از طریق این برنامه به بیش از ۱۷۰۰۰ دانش آموز دبیرستانی دولتی خدمت می‌کنند. احتمال مراجعه دانش‌آموزان به مراکز بهداشتی پس از اتمام ۱۳ کارگاه در مقایسه با دانش‌آموزانی که کارگاه‌ها را دریافت نکرده بودند، ۱۷ درصد بیشتر بود. علاوه بر این، دانش‌آموزانی که ۱۳ کارگاه آموزشی را دریافت کردند، نسبت به کسانی که این کارگاه را نداشتند، به احتمال زیاد قادر به تعریف دقیق رضایت، نحوه دسترسی به داروهای پیشگیری از بارداری و شناسایی نشانه‌های سلامت روان ضعیف بودند.
برنامه «اشکال ندارد از کسی بپرسید» در سال ۲۰۱۴ ایجاد شد تا به عنوان یک خط متنی سلامت جنسی که فراتر از کلاس درس باشد، که در آن مربیان همتا می‌توانند با پاسخ دادن به سوالات دانش آموزان با نظارت بزرگسالان در آن شرکت کنند، ایجاد شد. سپس این برنامه در چهار دبیرستان در غرب پنسیلوانیا راه اندازی شد که در آن مربیان همسال به سوالات دانش آموزان پاسخ می‌دادند. IOTAS موفقیت‌آمیز بود و به نظر می‌رسید که در پاسخ به سؤالات از نظر زمان مؤثر باشد و محرمانه بودن را حفظ کند. همچنین به مربیان همسال اجازه داد تا بیشتر در جوامع خود مشارکت کنند و دانش سلامت جنسی خود را گسترش دهند. منبع سلامت نوجوانان برنامه مشابهی است که توسط فرزندپروری تنظیم‌شده تورنتو، کانادا تسهیل شده است، که در آن جوانان آموزش دیده داوطلب (سن ۱۶ تا ۱۹ سال) به سؤالات سلامت جنسی نوجوانان (سن ۱۳ تا ۱۹ سال) از طریق متن، ایمیل، تلفن یا وب سایت چت آنها پاسخ می‌دهند.
نزدیک به همتا چالش‌ها و اشکالاتی دارد. تعهد زمانی لازم برای متخصص شدن همتا در زمینه سلامت جنسی، این امر را غیرعملی می‌کند. همچنین، یک مطالعه نشان داد که مربیان همسال (مخصوصاً مرد) در مدیریت سطوح سر و صدا و رفتار کلاس مشکل داشتند، زیرا آنها مانند معلمان از اختیارات برخوردار نیستند. علاوه بر این، مربیان همتا با مسائل مربوط به مدیریت زمان مواجه می‌شوند که زمان کافی در هر درس وجود ندارد و محدودیت‌های برنامه مدرسه نیز مشکل ایجاد می‌کند. در نهایت، برخی از مربیان همسال گزارش دادند که احساس می‌کنند از حمایت کافی از معلمان برخوردار نشده‌اند.

## حمایت والدین
یک نظرسنجی ان‌پی‌آر در سال ۲۰۰۴ نشان داد که اکثریت ۱۰۰۱ گروه والدین مورد نظر خواهان آموزش کامل جنسی در مدارس بودند، زیرا بیش از ۸۰٪ با این جمله موافق بودند که «آموزش جنسی در مدرسه باعث می‌شود من راحت‌تر با فرزندم در مورد مسائل جنسی صحبت کنم». کمتر از ۱۷ درصد از والدین شرکت‌کننده در نظرسنجی با این جمله موافق بودند که فرزندانشان در معرض «موضوعی‌هایی هستند که فکر نمی‌کنم فرزندم در مورد آنها صحبت کند». ۹۰ درصد دیگر معتقد بودند که آموزش جنسی فرزندانشان «خیلی زود» نبوده است، و ۴۹ درصد از پاسخ دهندگان «تا حدودی مطمئن هستند» که ارزش‌هایی که در کلاس‌های آموزش جنسی فرزندانشان آموزش داده می‌شود مشابه ارزش‌هایی است که در خانه آموزش داده می‌شود، با ۲۳ درصد والدین نظرسنجی شده تا حدودی اعتماد به نفس کمتری دارند.
بسیاری از پرونده‌های دیوان عالی توسط والدین برای حفظ حقوق خود برای کنترل تحصیل فرزندشان مورد استفاده قرار گرفته است. به عنوان مثال، تصمیم دادگاه عالی ایالات متحده در سال ۱۹۲۵ در مورد پیرس علیه جامعه خواهران ، مبنی بر اینکه «کودک مخلوق دولت نیست». پرونده‌های بعدی به تأیید مجدد حقوق والدین ادامه دادند، مانند ویسکانسین علیه یودر، که در آن دادگاه تصمیم گرفت که قانون آموزش اجباری ویسکانسین حقوق پدر آمیش را برای بیرون بردن فرزندانش از مدرسه برای تکمیل تحصیلات خود به روش‌های آمیش در خانه نقض می‌کند.

### حمایت منطقه ای والدین
از زمان بررسی NPR در سال ۲۰۰۴، بسیاری از تحقیقات داده‌هایی را جمع‌آوری کرده‌اند که نشان دهنده حمایت والدین در سطح ایالتی است.
یک مطالعه در سال ۲۰۱۴ در فلوریدا، که توسط اداره بررسی سیستم نظارت بر عوامل خطر رفتاری (BRFSS) و وزارت بهداشت فلوریدا پشتیبانی شد، از والدین دارای کودکان در سن مدرسه به دلیل دیدگاه آنها در مورد سؤالات مربوط به آموزش جنسی مبتنی بر مدرسه سؤال کرد. هنگامی که از ۱۷۱۵ شرکت‌کننده نظرشان در مورد گزینه‌های برنامه درسی پرسیده شد، گروه اکثریت، ۴۰٫۴٪ از آموزش جامع جنسی (CSE)، ۲۳٫۲٪ فقط از پرهیز و ۳۶٫۴٪ از «پرهیز به علاوه» حمایت کردند. مشابه CSE، آموزش جنسی «پرهیز به علاوه» شامل اطلاعاتی در مورد پیشگیری از بارداری و کاندوم است. با این حال، این اطلاعات در «زمینه پیام‌های پرهیز قوی» ارائه می‌شود، مانند تقویت اهمیت وفاداری. هنگامی که در مورد گنجاندن موضوعات فردی سؤال شد، این نظرسنجی نشان داد که ۷۲ تا ۹۱ درصد والدین از تحصیلات دبیرستانی حمایت می‌کنند که شامل آموزش کنترل بارداری و کاندوم علاوه بر مهارت‌های ارتباطی، آناتومی/اطلاعات تولید مثلی انسان، پرهیز، HIV، بیماری‌های مقاربتی و مسائل جنسی/گرایش جنسی هنگامی که در مورد موضوعات فردی که باید در مدرسه راهنمایی تدریس شود، سؤال شد، ۶۲٪ - ۹۱٪ از والدین از موضوعات ذکر شده قبلی حمایت کردند. همچنین از والدین در مورد موضوعات مربوط به آموزش جنسی که در دوره ابتدایی تدریس می‌شد، سؤال شد و ۸۹ درصد از گنجاندن مهارت‌های ارتباطی، ۶۵ درصد از آموزش در مورد آناتومی انسان و اطلاعات باروری، ۶۱ درصد از گنجاندن اطلاعات در مورد پرهیز، ۵۳ درصد از گنجاندن اطلاعات در مورد پرهیز، حمایت کردند. اچ آی وی، و بیماری‌های مقاربتی و ۵۲ درصد از آموزش در مورد مسائل جنسی و گرایش جنسی حمایت کردند.
یک مطالعه در سال ۲۰۱۱ در هریس کانتی تگزاس، که توسط مرکز بهداشت دانشگاه تگزاس انجام شد، نشان داد که از ۱۲۰۱ والدینی که این نظرسنجی را تکمیل کردند، ۹۳٪ از والدین از آموزش آموزش جنسی در مدرسه حمایت کردند، ۸۰٪ احساس کردند که آموزش آموزش جنسی باید از وسط شروع شود. مدرسه یا قبل از دبیرستان و دو سوم شرکت کنندگان در نظرسنجی احساس کردند که اطلاعات مربوط به کاندوم و پیشگیری از بارداری باید در برنامه آموزشی آموزش جنسی گنجانده شود. این مطالعه همچنین اشاره کرد که والدین اسپانیایی‌تبار قوی‌ترین حمایت را از آموزش در مدرسه نشان دادند که از نظر پزشکی دقیق است و اطلاعاتی در مورد کاندوم و پیشگیری از بارداری ارائه می‌دهد.
یک نظرسنجی در سال ۲۰۰۷ در مینیاپولیس مینه‌سوتا، که توسط بخش بهداشت و پزشکی نوجوانان در دانشگاه مینه‌سوتا انجام شد، شامل ۱۶۰۵ شرکت‌کننده با کودکان مدرسه‌ای بود که به سؤالات نظرسنجی تلفنی در مورد موارد و نگرش نسبت به آموزش جنسی پاسخ دادند. ۸۳ درصد از والدین از CSE (آموزش جامع جنسی) حمایت کردند که هم پیشگیری و هم پرهیز از بارداری را آموزش می‌دهد. این نظرسنجی حمایت مردمی از آموزش جامع جنسی را نشان داد. شانس والدینی که CSE را به عنوان روشی مؤثرتر برای آموزش جنسی نسبت به برنامه درسی فقط پرهیز می‌پسندند، ۱۴٫۳ تا ۰٫۱۱ بود. این نظرسنجی نشان داد که والدین برای گنجاندن موضوعات فردی خاص در آموزش جنسی مبتنی بر مدرسه نیز بالا بوده و از ۹۸٫۶٪ تا ۶۳٫۴٪ متغیر است. اکثر والدین همچنین احساس می‌کردند که آموزش جنسی مبتنی بر مدرسه باید از دوران راهنمایی یا زودتر شروع شود.
یک نظرسنجی در کالیفرنیا در سال ۲۰۰۶ از ۱۲۸۴ والدین کودکان مدرسه‌ای که به‌طور تصادفی با شماره‌گیری دیجیتالی انتخاب شده بودند، در مورد دیدگاه‌هایشان در مورد موضوعات مختلف در مورد آموزش جنسی مدرسه‌ای سؤال شد. وقتی در مورد اولویت برنامه درسی سؤال شد، ۸۹٪ از والدین به‌طور کلی آموزش جنسی جامع را به ۱۱٪ که برنامه درسی فقط پرهیز را ترجیح می‌دادند ترجیح دادند. در میان تمام مناطق مورد بررسی، ۸۷٪ - ۹۳٪ از والدین از CSE حمایت کردند. این نظرسنجی نشان داد که ۶۴ درصد از ۱۱ درصد از پاسخ دهندگانی که از برنامه درسی فقط پرهیز حمایت می‌کردند، دلایل مطلق گرایانه مانند نگرانی‌های اخلاقی مبتنی بر خلوص را به عنوان مبنای ترجیح خود ذکر کردند. از حامیان CSE، ۹۴٪ حداقل یکی از سه دلیل زیر را ذکر کردند. «آنهایی که بر پیامدهای اعمال، اهمیت ارائه اطلاعات کامل، بر اجتناب ناپذیر بودن درگیر شدن نوجوانان در رابطه جنسی تمرکز کردند.»

## بودجه فدرال

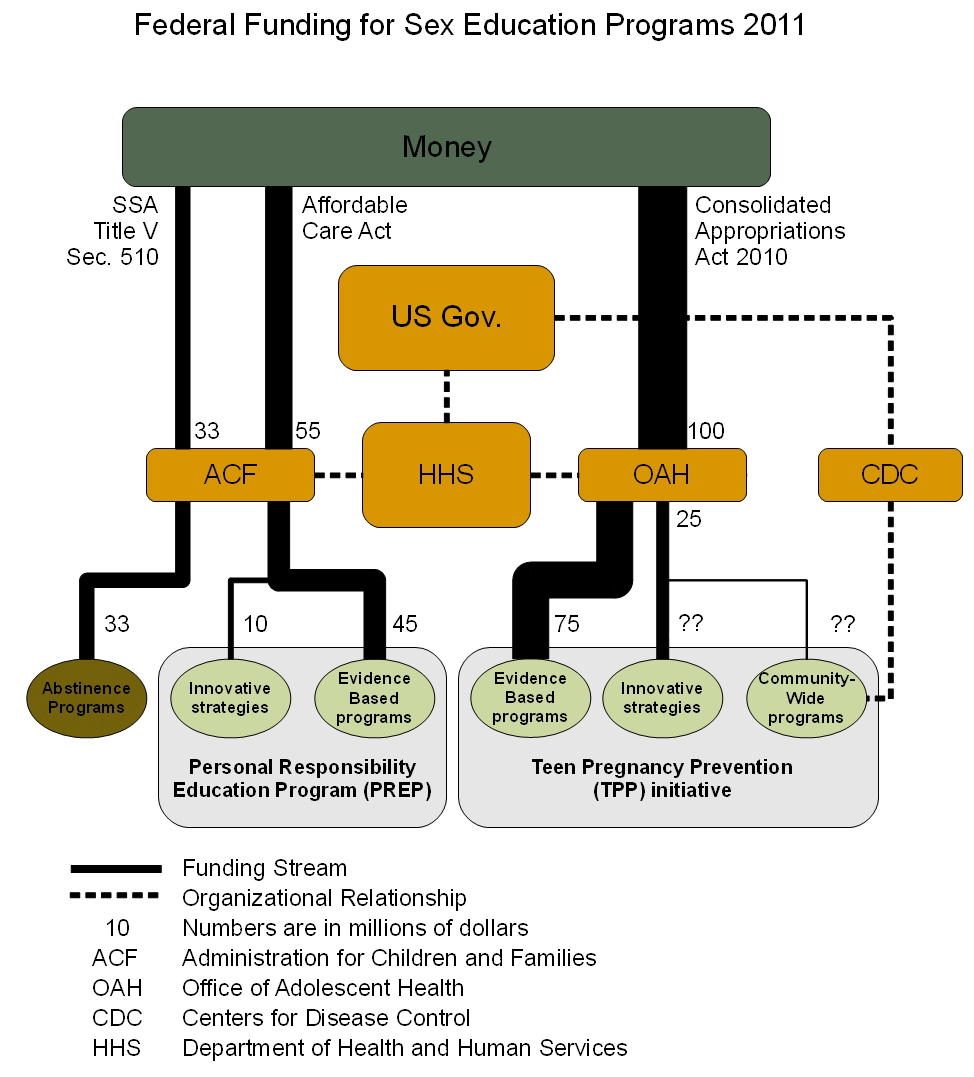
بودجه فدرال برای آموزش جنسی ۲۰۱۱

### بودجه فدرال سال مالی ۲۰۱۶
در سال مالی ۲۰۱۶، کنگره ۱۷۶ میلیون دلار بودجه فدرال برای برنامه‌های آموزش جنسی که هم از نظر پزشکی دقیق و هم برای سن مناسب بودند، ارائه کرد.
بودجه شامل انتشار لایحه بودجه همه‌جانبه در سال مالی ۲۰۱۶، قانون تخصیص تلفیقی در ۱۶ دسامبر ۲۰۱۵ است. لایحه Omnibus شامل ۱۰۱ میلیون دلار بودجه سطحی برای TPP، برنامه پیشگیری از بارداری نوجوانان از دفتر سلامت نوجوانان (OAH) است. بودجه ارزیابی در لایحه Omnibus سال مالی ۲۰۱۶ مانند سال مالی ۲۰۱۵، ۶٫۸ میلیون دلار باقی ماند. بخش مدرسه و بهداشت نوجوانان مرکز کنترل بیماری (DASH) با افزایش ۲ میلیون دلاری نسبت به سطح بودجه سال قبل، بودجه ۳۳٫۱ میلیون دلاری را از بودجه فدرال دریافت کرد. ۷۵ میلیون دلار به برنامه آموزش مسئولیت شخصی، یک برنامه آموزشی فراگیر که اطلاعاتی در مورد پیشگیری از بارداری و پیشگیری از بارداری و بیماری‌های مقاربتی و پرهیز از بارداری ارائه می‌دهد، تأمین شد.
در سال مالی ۲۰۱۶، ۸۵ میلیون دلار به برنامه‌های آموزش پرهیز از خودداری، از جمله دوبرابر کردن بودجه سالانه برای برنامه‌های "AOUM" به ۱۰ میلیون دلار، که ممکن است فقط به برنامه‌هایی اختصاص یابد که فقط آموزش جنسی پرهیز را ترویج می‌کنند، و اهمیت پرهیز از هر نوع رفتار جنسی اختصاص داده شد. تماس تا زمان ازدواج، (برای اطلاعات بیشتر به زیر عنوان AOUM مراجعه کنید). کنگره همچنین ۷۵ میلیون دلار به برنامه آموزش پرهیز از Title V اختصاص داد، که شامل تعریف هشت ماده‌ای از آموزش صرفاً پرهیز است، و آموزش می‌دهد که صرف نظر از سن یا شرایط، جنسیت خارج از ازدواج منجر به "اثرات جسمی و روانی مضر" خواهد شد. "

#### بودجه پیشنهادی سال مالی ۲۰۱۷
از ۱۱ ژوئیه ۲۰۱۶:
در ۷ ژوئیه ۲۰۱۶، کمیته فرعی خانه تخصیص کار، بهداشت و خدمات انسانی و آموزش (LHHS) پیش نویس بودجه فدرال خود را تصویب کرد که برنامه TPP را حذف کرد که در سال مالی ۲۰۱۶ با بودجه ۱۰۱ میلیون دلار و عنوان X تأمین شد. برنامه تنظیم خانواده که در سال مالی ۲۰۱۶ به مبلغ ۲۸۶٫۵ میلیون دلار تأمین شده است. در نسخه LHHS از لایحه، این برنامه‌ها باید با ۲۰ میلیون دلار ارائه شده به «جلوگیری از خطر جنسی» یا برنامه کمک هزینه تحصیل پرهیز جایگزین شود. برنامه پیشگیری از بارداری نوجوانان از زمان اجرای آن در سال ۲۰۱۰ به کاهش موفقیت‌آمیز ۳۵ درصدی در میزان بارداری نوجوانان کمک کرده است، که بیش از دو برابر کاهش نرخ بارداری نوجوانان نسبت به سایر برنامه‌های آموزش جنسی در ایالات متحده است.
سنا نسخه خود از این لایحه را پیشنهاد کرد که یک ماه قبل بودجه ای را برای برنامه‌ریزی خانواده TPP و Title X ارائه می‌کرد. لایحه سنا شامل ۱۵ میلیون دلار بودجه برای برنامه کمک هزینه تحصیلی رقابتی پرهیز و ۵ میلیون دلار افزایش بودجه در سال مالی ۲۰۱۶ بود، در مقابل پیشنهاد LHHS 20 میلیون دلار برای برنامه کمک هزینه تحصیلی رقابتی پرهیز و افزایش ۱۰ میلیون دلاری نسبت به سال مالی ۲۰۱۶.
از ۱۱ ژوئیه ۲۰۱۶، مجلس مهلتی برای تصمیم‌گیری در مورد اینکه آیا لایحه به‌طور رسمی تصویب می‌شود و بودجه TPP و برنامه Family X را قطع می‌کند یا نسخه سنا از این لایحه را بررسی می‌کند، منتشر نکرده است.

### تغییر سیاست بودجه فدرال در سال ۲۰۱۰
در سال ۲۰۱۰، کنگره دو برنامه فدرال را که بودجه آموزش فقط پرهیز را تأمین می‌کردند، حذف کرد. زندگی خانوادگی نوجوانان (AFL) برنامه پیشگیری و برنامه آموزش پرهیز مبتنی بر جامعه (CBAE). به ترتیب ۱۳ میلیون دلار و ۹۹ میلیون دلار در سال، برای مجموع ۱۱۲ میلیون دلار در سال. برنامه CBAE در قانون تخصیص تلفیقی سال مالی ۲۰۱۰ با بودجه ۱۱۴٫۵ میلیون دلاری که شامل ۷۵ میلیون دلار است برای "تکرار برنامه‌هایی که از طریق ارزیابی دقیق برای کاهش بارداری نوجوانان یا عوامل خطر زمینه ای یا مرتبط با آن به اثبات رسیده‌اند، جایگزین شد. pot (25 میلیون دلار) برای توسعه استراتژی‌های نوآورانه‌ای در نظر گرفته شده است که حداقل تا حدودی وعده داده است، و ۱۴٫۵ میلیون دلار اضافی برای آموزش، کمک‌های فنی، ارزیابی، اطلاع‌رسانی و فعالیت‌های اضافی حمایت از برنامه در نظر گرفته شده است.
در همان سال، دو برنامه جدید آموزش جنسی مبتنی بر شواهد آغاز شد. برنامه آموزش مسئولیت شخصی (PREP), و ابتکار پیشگیری از بارداری نوجوانان (TPP). به ترتیب ۵۵ میلیون دلار و ۱۰۰ میلیون دلار، در مجموع ۱۵۵ میلیون دلار در سال.
بودجه برای عنوان پنجم، بخش ۵۱۰ آموزش فقط پرهیز در سال ۲۰۰۹ منقضی شده بود، اما با ماده ای در قانون اصلاحات مراقبت‌های بهداشتی ۲۰۱۰ توسط سناتور اورین هچ دوباره برقرار شد. اگرچه این بودجه ۵۰ میلیون دلار در سال است، اما به نظر می‌رسد تنها ۳۳ میلیون دلار در واقع اعطا شده است.
از بهار ۲۰۱۶، در اجرای بودجه فدرال در سطح ایالتی، ایالتی، ناحیه و هیئت مدیره مدرسه تعیین و تخصیص می‌یابد. در سال ۲۰۱۴، CDC مطالعه‌ای با عنوان «سیاست‌ها و شیوه‌های بهداشت مدرسه» انجام داد که نشان داد، به‌طور متوسط، مدارس به ارائه تقریباً ۶٫۲ ساعت آموزش در مورد تمایلات جنسی انسان، با ۴ ساعت یا کمتر اطلاعات در مورد بیماری‌های مقاربتی، HIV و پیشگیری از بارداری نیاز دارند.

### A.O.U.M
"A.O.U.M" مخفف "فقط خودداری تا ازدواج" است. A.O.U.M یک سیاست با بودجه فدرال برای آموزش جنسی است که در دهه ۱۹۹۰ به عنوان بخشی از اصلاحات رفاهی، تا حدی در واکنش به رشد و توسعه برنامه‌های آموزشی جنسی و HIV در نوجوانان در دهه‌های ۱۹۶۰، ۱۹۷۰ و ۱۹۸۰ ایجاد شد.
تحقیقات عمیق نشان داده است که سیاست A.O.U.M تأثیر کمی بر جلوگیری از مشارکت دانش‌آموزان در فعالیت جنسی دارد، در کاهش «رفتارهای مخاطره آمیز جنسی» بی‌اثر است و در بهبود نتایج بهداشتی ناشی از افزایش استفاده از روش‌های پیشگیری از بارداری و کاهش میزان بارداری نوجوانان ناکام است.
علیرغم عدم کارایی، کنگره ایالات متحده به تأمین مالی A.O.U.M ادامه داده است و بودجه را به ۸۵ میلیون دلار در سال در سال مالی ۲۰۱۶ افزایش داده است. پرزیدنت باراک اوباما به دلیل «۱۰ سال مخالفت و نگرانی متخصصان پزشکی و بهداشت عمومی، مربیان مسائل جنسی و جامعه حقوق بشر مبنی بر اینکه A.O.U.M اطلاعات مربوط به کاندوم و پیشگیری از بارداری را مخفی می‌کند، ایدئولوژی‌های مذهبی و کلیشه‌های جنسیتی را ترویج می‌کند و انگ می‌کند، تلاش ناموفقی برای پایان دادن به A.O.U.M داشت. نوجوانان با هویت جنسی غیر هترونرماتیک.»

## بحث‌های تربیت جنسی
«مناظره‌های آموزش جنسی» که توسط نانسی کندال ابداع شده است، به مکالمه دوتایی کنونی پیرامون آموزش جنسی در ایالات متحده اشاره دارد. این دو طرف که ظاهراً در تقابل مستقیم با یکدیگر قرار دارند، معمولاً به عنوان «فقط پرهیز در مقابل آموزش جنسی جامع» شناخته می‌شوند. به گفته کندال، این بحث عمدتاً مربوط به این است که کدام سبک تدریس برای نوجوانان در مدارس خصوصی و دولتی «مؤثر» و «مناسب» است. بحث خود شامل این است که هر یک از طرفین به‌طور مستمر از طرف دیگر به دلیل کاهش ندادن میزان حاملگی‌های برنامه‌ریزی نشده، انتقال بیماری‌های مقاربتی و به تعویق انداختن اولین فعالیت جنسی در دانش آموزان انتقاد می‌کنند. این انتقادات عموماً در قالب مطالعات انجام شده یا حمایت شده توسط مدافعان صرفاً پرهیز یا جامع، با این هدف که یک بار برای همیشه طرف مقابل را به آموزش ناکارآمد محکوم کنند، پرداخته می‌شود.
بحث‌های تربیت جنسی به عنوان عامل اصلی نارسایی بیشتر برنامه‌های درسی فعلی مورد انتقاد قرار گرفته است. این برنامه‌های درسی به جای آموزش در مورد مولفه‌های احساسی تمایلات جنسی، اکثریت مطالب خود را صرف وسواس در مورد پیشگیری از بیماری‌های مقاربتی و بارداری نوجوانان می‌کنند. این مؤلفه‌های عاطفی شامل موضوعات رضایت، لذت، عشق و تکنیک‌های گفتگوی سازنده است، اما محدود به آنها نیست. کندال بیان می‌کند که در میان عوامل دیگر، بحث‌ها تأثیرات مخربی بر تجربیات معلمان و دانش آموزان در کلاس درس آموزش جنسی دارد. چرخه بحث‌های آموزش جنسی (تلاش‌های به ظاهر بی‌پایان برای رد روش «دیگری») در حال حاضر کانون توجه حوزه آموزش جنسی است و ایجاد و انتشار مطالب بالقوه غنی‌کننده را کند می‌کند.

## آموزش جامع جنسی
مطالعه‌ای که در سال ۲۰۰۲ توسط بنیاد خانواده کایزر انجام شد نشان داد که ۵۸ درصد از مدیران مدارس متوسطه برنامه درسی آموزش جنسی خود را جامع توصیف می‌کنند.
انجمن روان‌شناسی آمریکا، انجمن پزشکی آمریکا، انجمن ملی روانشناسان مدرسه , آکادمی اطفال آمریکا، انجمن سلامت عمومی آمریکا , انجمن پزشکی نوجوانان و انجمن سلامت کالج آمریکا همگی حمایت رسمی از آموزش جامع جنسی را اعلام کرده‌اند. برنامه‌های درسی جامع آموزش جنسی برای کاهش بیماری‌های مقاربتی و بارداری‌های خارج از ازدواج یا نوجوانان در نظر گرفته شده است. با توجه به پاسخ‌های نوظهور ۲۰۰۷: یافته‌های پژوهشی در مورد برنامه‌های کاهش بارداری نوجوانان و بیماری‌های مقاربتی توسط داگلاس کربی، دکترا، «مجموعه بزرگی از تحقیقات ارزیابی به وضوح نشان می‌دهد که برنامه‌های آموزشی جنسی و اچ‌آی‌وی که در این بررسی گنجانده شده‌اند، باعث افزایش جنسی نمی‌شوند. فعالیت - آنها شروع رابطه جنسی را تسریع نمی‌کنند، دفعات رابطه جنسی را افزایش نمی‌دهند و تعداد شرکای جنسی را افزایش نمی‌دهند.
پروژه آینده آموزش جنسی (FoSE) در ژوئیه ۲۰۰۷ آغاز شد، زمانی که کارکنان مدافعان جوان، پاسخ و شورای اطلاعات و آموزش جنسی ایالات متحده (SIECUS) برای اولین بار برای بحث در مورد آینده آموزش جنسی در ایالات متحده ملاقات کردند. در آن زمان، هر سازمانی به آینده‌ای بدون بودجه فدرال پرهیز فقط تا زمان ازدواج نگاه می‌کرد و به‌طور همزمان در حال بررسی این سؤال بود که چگونه می‌توان آموزش جامع جنسی را در مدارس به بهترین نحو پیش برد. در مه ۲۰۰۸، Advocates, Answer و SIECUS این بحث‌ها را با بودجه بنیاد فورد، جورج گاند و بنیاد گروو رسمیت دادند و پروژه FoSE راه اندازی شد. هدف از این پروژه ایجاد گفتگوی ملی در مورد آینده آموزش جنسی و ترویج نهادینه سازی آموزش جامع جنسی در مدارس ابتدایی است. جسیکا فیلدز در کتاب «آموزش جنسی در ایالات متحده: ایده‌های فرهنگی مشترک بر سر یک شکاف سیاسی» بحث می‌کند که آموزش جنسی به دنبال تغییر رفتار است و معتقد است که بیان آن با عبارات خاص می‌تواند شفاف و خنثی باشد. در قلب بحث‌های جنسی، تمرین و آموزش جنسی، یک رابطه پایدار، منطقی و بدون ابهام بین دانش و رفتار نهفته است.
طرفداران این رویکرد استدلال می‌کنند که رفتار جنسی پس از بلوغ یک امر مسلم است، و بنابراین ارائه اطلاعات در مورد خطرات و چگونگی به حداقل رساندن آنها بسیار مهم است. آنها معتقدند که صرفاً پرهیز از رابطه جنسی و اخلاقی سازی محافظه کارانه فقط دانش آموزان را بیگانه می‌کند و در نتیجه پیام را ضعیف می‌کند. هنگامی که اطلاعاتی در مورد خطر، پیشگیری و رفتار مسئولانه ارائه می‌شود، تصمیم‌گیری سالم را در جوانان ارتقا می‌دهد.
گزارشی که توسط وزارت بهداشت و خدمات انسانی ایالات متحده آمریکا منتشر شده است نشان می‌دهد «مستقیم‌ترین و واضح‌ترین یافته این است که آموزش جنسی باعث نمی‌شود نوجوانان رابطه جنسی را آغاز کنند، در حالی که در غیر این صورت این کار را نمی‌کردند.» همین گزارش همچنین دریافت که:
زندگی خانوادگی یا آموزش جنسی در مدارس دولتی، که به‌طور سنتی عمدتاً شامل ارائه اطلاعات واقعی در سطح دبیرستان است، عمومی‌ترین یا فراگیرترین رویکرد برای پیشگیری از بارداری در میان نوجوانان است. نوجوانانی که شروع به آمیزش جنسی می‌کنند باید اهمیت استفاده از یک ضدبارداری مؤثر را در هر بار رابطه جنسی درک کنند. این امر مستلزم متقاعد کردن نوجوانان فعال جنسی است که هرگز از روش‌های پیشگیری از بارداری استفاده نکرده‌اند. علاوه بر این، نوجوانان فعال جنسی که گاهی از داروهای ضدبارداری استفاده می‌کنند، باید به‌طور مداوم (هر بار که رابطه جنسی دارند) از آنها استفاده کنند و به درستی از آنها استفاده کنند.
برنامه‌های درسی جامع آموزش جنسی، داده‌های پزشکی را ارائه می‌دهد که به شیوه ای مناسب سن ارائه شده است. طیف گسترده‌ای از موضوعات در این برنامه‌ها پوشش داده می‌شود که شامل پرهیز، پیشگیری از بارداری، روابط، تمایلات جنسی و پیشگیری از بیماری (Siecus) می‌شود. تمرکز اصلی بر آموزش جوانان است تا بتوانند در مورد فعالیت جنسی و سلامت خود تصمیمی آگاهانه بگیرند. تقریباً ۲/۳ از ۴۸ برنامه جامعی که از پرهیز و استفاده از کاندوم و داروهای ضدبارداری برای نوجوانان فعال جنسی حمایت می‌کردند، اثرات مثبتی را نشان دادند. با توجه به پاسخ‌های نوظهور ۲۰۰۷: یافته‌های تحقیق در مورد برنامه‌های کاهش بارداری نوجوانان و بیماری‌های مقاربتی توسط داگلاس کربی، دکتری، «بیش از ۴۰ درصد از برنامه‌ها شروع رابطه جنسی را به تأخیر انداخت، تعداد شرکای جنسی را کاهش داد و کاندوم را افزایش داد. یا استفاده از داروهای ضدبارداری؛ تقریباً ۳۰ درصد دفعات رابطه جنسی (از جمله بازگشت به پرهیز) را کاهش داد. و بیش از ۶۰ درصد رابطه جنسی محافظت نشده را کاهش داد. مطالعات نشان داده‌اند که برنامه‌های جامع برای جمعیت جوان در سراسر طیف کار می‌کند. افراد بی تجربه، با تجربه، مرد، زن، اکثریت اقوام و جوامع مختلف همه از این نوع برنامه درسی بهره‌مند شدند. با این حال، برخلاف همتای خود، برنامه‌های جامع آموزش جنسی به دلیل قوانینی که علیه آموزش جوانان در مورد پیشگیری از بارداری وجود دارد، واجد شرایط دریافت بودجه فدرال نیستند. قانون پیشنهادی آموزش مسئولانه دربارهٔ زندگی (S. 972 و H.R. 1653) بودجه فدرال را برای برنامه‌های آموزش جنسی جامع که شامل اطلاعاتی در مورد پرهیز و پیشگیری از بارداری و کاندوم است، فراهم می‌کند.
از ۲ تا ۶ نوامبر ۲۰۱۳، انجمن بهداشت عمومی آمریکا جلسه ای را در بوستون، MA در مورد یک روش آموزشی جدید انقلابی در رابطه با آموزش جنسی برگزار خواهد کرد. این برنامه در سال ۲۰۰۸ در لس آنجلس توسط مرکز بهداشت جهانی هنر و دانشگاه UCLA و مدارس دولتی لس آنجلس توسعه یافت. شناخته شده به عنوان Sex or Sex-Ed Squads)، توصیفات افراد HIV مثبت، و یک جلسه مذاکره تعاملی کاندوم." ارائه در نوامبر برای جلب حمایت از این ایده است که این رویکردهای مبتنی بر هنر ابزاری توانمند برای آموزش در حوزه بهداشت عمومی هستند

## آموزش جنسی فقط پرهیز
آموزش جنسی فقط پرهیز، که به آن «فقط پرهیز تا زمان ازدواج» (AOUM) نیز گفته می‌شود، رویکردی است که بر پرهیز جنسی قبل از ازدواج به استثنای سایر انواع آموزش‌های بهداشت جنسی و باروری، به‌ویژه در مورد پیشگیری از بارداری تأکید می‌کند. و رابطه جنسی ایمن به نوجوانان توصیه می‌شود تا قبل از ازدواج از نظر جنسی پرهیز کنند و اطلاعاتی در مورد پیشگیری از بارداری در اختیار آنها قرار نمی‌گیرد.
آموزش صرفاً پرهیز از دهه ۱۹۸۰ با قانون زندگی خانوادگی نوجوانان کنگره آغاز شد که جوانان را در ایالات متحده تشویق می‌کرد تا قبل از بزرگسالی و ازدواج از رابطه جنسی خودداری کنند. نفوذ آموزش صرفاً پرهیز عمدتاً توسط ایده‌آل‌های مسیحی غیرقانونی دهه‌های ۱۹۷۰ و ۱۹۸۰ ایجاد شد که می‌خواست مدارس دولتی بر آموزه‌های کتاب مقدس تمرکز کنند. این راه خاص برای آموزش جنسی با این ایده که آموزش جنسی که بر سلامت باروری متمرکز است (به عنوان مثال کاندوم، کنترل بارداری هورمونی) نگرش سریع و شل را در مورد رابطه جنسی نوجوانان ترویج می‌کند، اهمیت بیشتری پیدا کرد. برخلاف ارائه منابع برای نوجوانان برای شرکت در فعالیت جنسی، جنبش فقط پرهیز عمدتاً بر راه‌هایی برای اجتناب از فشار جنسی و بیان مزایای درک شده از پرهیز تمرکز داشت. در حال حاضر، سی و هشت ایالت از پنجاه ایالت، آموزش جنسی ارائه می‌دهند و سی و هشت ایالت از این سی و هشت ایالت، حداقل تا پایان دوره نوجوانی دانش آموز، بر پرهیز از خودداری تمرکز دارند، حتی برخی از آنها پرهیز از فعالیت جنسی تا زمان ازدواج را ترویج می‌کنند.
از نظر قانونی، آموزش صرفاً امتناع در اواخر دهه ۱۹۸۰ با پرونده دادگاه عالی Bowen V. Kendrick تغییر کرد. در Bowen V. Kendrick، دادگاه باید تصمیم می‌گرفت که آیا اولین متمم نقض قانون زندگی خانوادگی نوجوانان وجود دارد یا خیر تا از سازمان‌های مذهبی و دولتی مختلف برای دریافت بودجه برای ادامه پیام خود بخواهد. دادگاه تصمیم گرفت که هیچ تخلفی وجود نداشته باشد و مانع بزرگی را برای جنبش حامی پرهیز از بین برد. علاوه بر این، تنها در دهه ۱۹۸۰ تا ۱۹۹۰ که در آن ایدز/HIV افزایش یافت، فقط آموزش پرهیز توجه گسترده‌ای را به خود جلب کرد. مردم می‌دانستند که چیست و چه موعظه می‌کند. فقط پرهیز و آموزش جنسی نقش بزرگ و در عین حال بحث‌برانگیزی در پیامدهای سلامت جنسی جوانان دارد. این تا حد زیادی بر خطر بارداری نوجوانان و همچنین بیماری‌های مقاربتی تأثیر می‌گذارد. فقط پرهیز - آموزش تا حد زیادی مخالف استفاده از داروهای ضدبارداری است و ایده عدم داشتن رابطه جنسی خارج از ازدواج را ترویج می‌کند. هر نوع بحثی که در آن دربارهٔ سلامت جنسی یا روابط سالم صحبت می‌شود، حذف می‌شود. رابطه جنسی قبل از ازدواج غیراخلاقی تلقی می‌شود و اطمینان حاصل می‌کند که پیام آنها برای مخاطبان جوان تر، کسانی که در حال حاضر شروع به فعالیت جنسی کرده‌اند، آشکار و واضح است. این به نوجوانان می‌آموزد که شرکت نکردن در هیچ نوع فعالیت جنسی تا زمان ازدواج تنها راه اخلاقی و مطمئن برای رفتن به عنوان رابطه جنسی قبل از ازدواج غیراخلاقی تلقی می‌شود. بسیاری از مردم معتقدند که این درست است زیرا از هر نوع بارداری غیرمنتظره جلوگیری می‌کند. افراد دیگر استدلال می‌کنند که این بر اساس اعتقادات مذهبی است تا شواهد علمی. علاوه بر این، آنها معتقدند که اطلاعات نادرستی را ارائه می‌دهد و ترویج می‌کند که سلامت کلی جنسی نوجوانان را کاهش می‌دهد.
تحقیقات نشان داده است که آموزش‌های پیشگیری از بارداری با افزایش خطر فعالیت جنسی نوجوانان ارتباطی ندارد. فقط برنامه‌های پرهیز نشان داده شد که فعالیت جنسی را به تأخیر نمی‌اندازد. از سوی دیگر نشان داده شده است که رفتارهای مخاطره آمیز با توجه به اینکه در آموزه‌های آن مورد تأکید قرار گرفته کاهش می‌یابد. علاوه بر این، در مقاله "فقط پرهیز و آموزش جنسی جامع و شروع فعالیت جنسی و بارداری نوجوان" نشان می‌دهد که نوجوانانی که آموزش جنسی دریافت کرده‌اند به‌طور قابل توجهی کمتر از آنهایی که آموزش جنسی رسمی دریافت نکرده‌اند احتمال بارداری نوجوانان را گزارش می‌کنند. نتیجه‌گیری شد که آموزه‌های مربوط به پیشگیری از بارداری با افزایش خطر فعالیت جنسی نوجوانان یا STD ارتباطی ندارد. نوجوانانی که آموزش جنسی دریافت می‌کنند، خطر بارداری کمتری داشتند و تمایل کمتری برای انجام رفتارهای پرخطر داشتند. آموزش فقط پرهیز با لایحه "نگو همجنسگرا" مرتبط است زیرا هر دو موضوع بحث‌برانگیز مربوط به آموزش جنسی در ایالات متحده هستند. به نظر می‌رسد رویکردهای آنها سکوت را ترجیح می‌دهند، زیرا تمایل دارند از بحث و آموزش جامع آموزش جنسی اجتناب کنند. هر دوی آنها در ارائه آموزش به جوانان در مورد بدن و تمایلات جنسی خود کوتاهی می‌کنند.
دولت ایالات متحده از طریق بودجه مستقیم و مشوق‌های کمک هزینه مشابه، بیش از ۱٫۵ میلیارد دلار را به برنامه‌های آموزشی صرفاً پرهیز بین سال‌های ۱۹۹۶ تا ۲۰۱۰ هدایت کرد.
در سال ۱۹۹۶، دولت فدرال ماده‌ای را به قانون اصلاح رفاه ملحق کرد که برنامه‌ای از کمک‌های بلاعوض ویژه به ایالت‌ها را برای برنامه‌های پرهیز تا زمان ازدواج ایجاد می‌کرد. برنامه، عنوان V، § ۵۱۰ (ب) قانون تأمین اجتماعی (اکنون به عنوان 42 U.S.C. § 710b تدوین شده است.42 U.S.C. § 710b)، معمولاً به عنوان عنوان V شناخته می‌شود. شرایط بسیار خاصی را برای دریافت کنندگان کمک هزینه ایجاد می‌کند. بر اساس این قانون، اصطلاح «آموزش پرهیز» به معنای برنامه آموزشی یا انگیزشی است که:
1. هدف انحصاری خود آموزش دستاوردهای اجتماعی، روانی و سلامتی است که باید با پرهیز از فعالیت جنسی به دست آید.
2. پرهیز از فعالیت جنسی خارج از ازدواج را به عنوان استاندارد مورد انتظار برای همه کودکان در سن مدرسه آموزش می‌دهد.
3. می‌آموزد که پرهیز از فعالیت جنسی تنها راه قطعی برای جلوگیری از بارداری خارج از ازدواج، بیماری‌های مقاربتی و سایر مشکلات سلامت مرتبط است.
4. تعلیم می‌دهد که یک رابطه تک همسری وفادار متقابل در زمینه ازدواج معیار مورد انتظار فعالیت جنسی است.
5. تعلیم می‌دهد که فعالیت جنسی خارج از زمینه ازدواج احتمالاً اثرات روانی و جسمی مضری دارد.
6. می‌آموزد که بچه دار شدن خارج از ازدواج احتمالاً عواقب زیانباری برای کودک، والدین کودک و جامعه دارد.
7. به جوانان می‌آموزد که چگونه پیشرفت‌های جنسی را رد کنند و چگونه مصرف الکل و مواد مخدر آسیب‌پذیری را در برابر پیشرفت‌های جنسی افزایش می‌دهد، و
8. اهمیت دستیابی به خودکفایی قبل از درگیر شدن در فعالیت جنسی را آموزش می‌دهد.

برنامه‌هایی که با عنوان V تأمین می‌شد اجازه حمایت یا بحث در مورد روش‌های پیشگیری از بارداری را نداشتند مگر اینکه بر میزان شکست آنها تأکید کنند.
در سال ۲۰۰۰، دولت فدرال برنامه بزرگ دیگری را برای تأمین مالی آموزش پرهیز از خود به نام آموزش پرهیز مبتنی بر جامعه (CBAE) آغاز کرد. CBAE با اعطای ۱۱۵ میلیون دلار برای سال مالی ۲۰۰۶، به بزرگ‌ترین منبع تأمین مالی فدرال تبدیل شد. جوایز CBAE دولت‌های ایالتی را دور می‌زند و کمک‌های مالی فدرال را مستقیماً به سازمان‌های ایالتی و محلی ارائه می‌دهد که برنامه‌های آموزشی فقط پرهیز از خودداری ارائه می‌دهند. بسیاری از این دریافت کنندگان کمک هزینه، سازمان‌های غیرانتفاعی مذهبی یا کوچک هستند، از جمله مراکز بارداری بحرانی، که از کمک‌های مالی خود برای ارائه برنامه‌ها و خدمات فقط پرهیز در مدارس دولتی و خصوصی محلی و به گروه‌های اجتماعی استفاده می‌کنند.
در سال ۲۰۱۰، دولت اوباما و کنگره دو برنامه فدرال صرفاً پرهیز از خودداری را حذف کردند - برنامه کمک هزینه آموزش پرهیز مبتنی بر جامعه (CBAE) و برنامه پیشگیری از زندگی خانوادگی نوجوانان (AFLA). برنامه Title V تنها برنامه آموزش پرهیز فدرال است.

### شواهد اثربخشی A.O.U.M
در حالی که آموزش جنسی صرفاً خودداری یک موضوع بحث‌برانگیز است، این واقعیت که خودداری کامل (حتی در دوران ازدواج) مؤثرترین اقدام پیشگیرانه در برابر بارداری و عفونت‌های مقاربتی است هرگز مورد بحث قرار نگرفته است. آنچه مورد مناقشه است این است که آیا آموزش جنسی صرفاً پرهیز واقعاً موفق به افزایش پرهیز می‌شود یا خیر. تحلیل‌های مختلف نشان می‌دهد که برنامه‌های مبتنی بر پرهیز تأثیر کمی بر سن شروع جنسی، تعداد شرکای جنسی، یا میزان پرهیز، استفاده از کاندوم، رابطه جنسی واژینال، بارداری یا بیماری‌های مقاربتی ندارند. تحقیقات عمیق نشان داده است که سیاست A.O.U.M تأثیر کمی بر جلوگیری از مشارکت دانش‌آموزان در فعالیت‌های جنسی دارد، در کاهش «رفتارهای مخاطره آمیز جنسی» بی‌اثر است و در بهبود نتایج سلامت ناشی از افزایش استفاده از روش‌های پیشگیری از بارداری و کاهش نرخ بارداری نوجوانان ناکام است.
علیرغم عدم کارایی، کنگره ایالات متحده به تأمین مالی A.O.U.M ادامه داده است و بودجه را به ۸۵ میلیون دلار در سال در سال مالی ۲۰۱۶ افزایش داده است. پرزیدنت باراک اوباما به دلیل «۱۰ سال مخالفت و نگرانی متخصصان پزشکی و بهداشت عمومی، مربیان مسائل جنسی و جامعه حقوق بشر مبنی بر اینکه A.O.U.M اطلاعات مربوط به کاندوم و پیشگیری از بارداری را مخفی می‌کند، ایدئولوژی‌های مذهبی و کلیشه‌های جنسیتی را ترویج می‌کند و رفتار تبعیض آمیزی علیه نوجوانان با هویت جنسی غیر هترونرماتیک دارد، تلاش ناموفقی برای پایان دادن به A.O.U.M داشت.»

### انتقاد از آموزش جنسی فقط پرهیز در کنگره ایالات متحده
دو مطالعه عمده توسط کنگره، حجم انتقادات پیرامون آموزش صرفاً پرهیز را افزایش داده است.
در سال ۲۰۰۴، هنری واکسمن، نماینده کنگره ایالات متحده از کالیفرنیا، گزارشی را منتشر کرد که چندین نمونه از اطلاعات نادرست را در برنامه‌های آموزش جنسی که صرفاً با بودجه فدرال تأمین می‌شود، ارائه می‌دهد. این گزارش ادعای کسانی را تقویت کرد که استدلال می‌کردند برنامه‌های صرفاً پرهیز، نوجوانان را از اطلاعات انتقادی در مورد تمایلات جنسی محروم می‌کند. خطاهای ادعا شده عبارتند از:
- ارائه نادرست میزان شکست داروهای ضدبارداری
- ارائه نادرست اثربخشی کاندوم در جلوگیری از انتقال HIV، از جمله استناد به یک مطالعه بی‌اعتبار در سال ۱۹۹۳ توسط دکتر سوزان ولر، زمانی که دولت فدرال در سال ۱۹۹۷ نادرست بودن آن را تأیید کرد و مطالعات بزرگتر و جدیدتر که مشکلات مطالعه ولر را نداشتند. در دسترس بودند
- ادعاهای نادرست مبنی بر اینکه سقط جنین خطر ناباروری، زایمان زودرس برای حاملگی‌های بعدی و حاملگی خارج از رحم را افزایش می‌دهد.
- در نظر گرفتن کلیشه‌ها در مورد نقش‌های جنسیتی به عنوان یک واقعیت علمی
- سایر اشتباهات علمی، به عنوان مثال بیان می‌کند که «بیست و چهار کروموزوم از مادر و بیست و چهار کروموزوم از پدر به هم می‌پیوندند تا این فرد جدید را ایجاد کنند» (تعداد واقعی ۲۳ است).[۹۹]

از میان ۱۳ برنامه دریافت کمک هزینه که در مطالعه ۲۰۰۴ مورد بررسی قرار گرفت، تنها دو برنامه فاقد "خطاها و تحریفات عمده" عبارت بودند از "مدیریت فشارهای جنسی" و "مدیریت فشارها قبل از ازدواج" که هر کدام توسط پنج دریافت کننده کمک هزینه استفاده شد و آنها را به دو مورد از کمترین‌ها تبدیل کرد. برنامه‌های پرکاربرد در مطالعه به استثنای برنامه FACTS، که توسط ۵ اعطاکننده نیز استفاده می‌شود، برنامه‌هایی که حاوی خطاهای جدی هستند، به‌طور گسترده‌تری مورد استفاده قرار گرفتند، از ۷ دریافت کننده کمک هزینه (برنامه‌های Navigator و Why KNOw) تا ۳۲ دریافت‌کننده (انتخاب بهترین زندگی) برنامه). سه مورد از پنج برنامه برتر پرکاربرد، از جمله دو مورد برتر، نسخه‌های استفاده شده از یک کتاب درسی، انتخاب بهترین، از ۲۰۰۳ (انتخاب بهترین زندگی) یا ۲۰۰۱ (انتخاب بهترین مسیر - دومین برنامه پرکاربرد با ۲۸ دریافت کننده کمک هزینه - و انتخاب بهترین راه، پنجمین برنامه پرکاربرد با ۱۱ جایزه).
در سال ۲۰۰۷، مطالعه‌ای به دستور کنگره نشان داد که دانش‌آموزان دبیرستانی که در برنامه‌های آموزش جنسی صرفاً پرهیز از خودداری شرکت می‌کنند، به همان اندازه احتمال دارد که در سنین نوجوانی خود رابطه جنسی داشته باشند. از سال ۱۹۹۹ تا ۲۰۰۶، این مطالعه بیش از ۲۰۰۰ دانش آموز از سنین ۱۱ یا ۱۲ تا ۱۶ سالگی را مورد بررسی قرار داد. این مطالعه شامل دانش آموزانی بود که در یکی از چهار برنامه آموزش پرهیز شرکت کرده بودند، و همچنین یک گروه کنترل که در چنین برنامه ای شرکت نکرده بودند. در سن ۱۶ سالگی، حدود نیمی از دانش‌آموزان هر گروه در برنامه فقط پرهیز و همچنین دانش‌آموزان گروه کنترل هنوز پرهیز داشتند. شرکت کنندگان در برنامه پرهیز که در طول دوره مطالعه ۷ ساله از نظر جنسی فعال شدند، گزارش کردند که تعداد شرکای جنسی مشابهی با همسالان خود داشتند. علاوه بر این، آنها برای اولین بار تقریباً در همان سن سایر دانش آموزان رابطه جنسی داشتند. این مطالعه همچنین نشان داد که دانش‌آموزانی که در برنامه‌های صرفاً پرهیز شرکت می‌کردند، به همان اندازه احتمال استفاده از روش‌های پیشگیری از بارداری در هنگام داشتن رابطه جنسی را داشتند. طرفداران آموزش فقط پرهیز مدعی هستند که این مطالعه بسیار محدود بوده است، زمانی که برنامه‌های درسی فقط پرهیز در مراحل ابتدایی خود بودند آغاز شد و سایر مطالعاتی را که اثرات مثبت نشان داده‌اند نادیده گرفتند.
انتقادهای دیگر از آموزش جنسی فقط پرهیز شامل تأکید بر هنجارهای متعارف جنسیتی و دگرجنس گرایی و بیان، به استثنای اعضای جامعه ال‌جی‌بی‌تی است. اعضای جامعه دگرباشان جنسی همیشه نمی‌توانند از برنامه‌ها یا توصیه‌های برنامه‌های صرفاً پرهیز استفاده کنند، زیرا آنها به سمت روابط تراجنسیتی و همجنس‌گرا نیستند.

### انتقاد از آموزش جنسی صرفاً پرهیز توسط جوامع علمی و پزشکی
آموزش صرفاً پرهیز در بیانیه‌های رسمی انجمن روان‌شناسی آمریکا، انجمن پزشکی آمریکا، انجمن ملی روان‌شناسان مدرسه، انجمن پزشکی نوجوانان، سلامت کالج آمریکا مورد انتقاد قرار گرفته است. انجمن، آکادمی اطفال آمریکا، و انجمن بهداشت عمومی آمریکا, که همگی معتقدند که آموزش جنسی برای مؤثر بودن باید جامع باشد.
AMA از مدارس می‌خواهد برنامه‌های… آموزش جنسی جامع را اجرا کنند که شامل یک استراتژی یکپارچه برای در دسترس قرار دادن کاندوم برای دانش‌آموزان و ارائه اطلاعات واقعی و ایجاد مهارت‌های مرتبط با زیست‌شناسی باروری، پرهیز جنسی، مسئولیت‌های جنسی، وسایل پیشگیری از بارداری است. از جمله کاندوم، جایگزین در پیشگیری از بارداری و سایر موارد با هدف پیشگیری از بارداری و انتقال بیماری‌های جنسی… [و] با استفاده انحصاری از آموزش صرفاً پرهیز مخالف است…»
آکادمی اطفال آمریکا بیان می‌کند که "برنامه‌های فقط پرهیز نتایج موفقیت آمیزی با توجه به شروع تاخیری فعالیت جنسی یا استفاده از شیوه‌های جنسی ایمن تر نشان نداده‌اند… برنامه‌هایی که پرهیز از خودداری را به عنوان بهترین گزینه برای نوجوانان تشویق می‌کنند، اما بحث در مورد نشان داده شده است که پیشگیری از HIV و پیشگیری از بارداری به عنوان بهترین رویکرد برای نوجوانانی که از نظر جنسی فعال هستند، شروع فعالیت جنسی را به تأخیر می‌اندازد و نسبت نوجوانان فعال جنسی را افزایش می‌دهد که از کنترل بارداری استفاده می‌کنند.
در ۴ اوت ۲۰۰۷، مجله پزشکی بریتانیا سرمقاله‌ای را منتشر کرد که در آن به این نتیجه رسید که «هیچ مدرکی» وجود ندارد که برنامه‌های آموزش جنسی فقط پرهیز از رفتارهای جنسی پرخطر، بروز عفونت‌های مقاربتی یا بارداری را در «کشورهای با درآمد بالا» کاهش می‌دهد.
در فوریه ۲۰۱۷، مجله سلامت نوجوانان دریافت که سیاست‌های AOUM «کلیشه‌های مضر جنسیتی را تقویت می‌کند» و همچنین در کاهش میزان بارداری و STI در نوجوانان ناکام است.

### عهد باکرگی
پیمان باکرگی (یا «قول پرهیز») قول کتبی یا شفاهی است که جوانان می‌دهند تا از ازدواج خودداری کنند. گرچه اغلب به برنامه‌های فقط پرهیز مذهبی مرتبط است، اما اخیراً وعده‌های باکرگی در بسیاری از برنامه‌های فقط پرهیز سکولار نیز گنجانده شده است.
تعهد باکرگی ممکن است به این صورت باشد:
من _____________ قول می‌دهم تا شب عروسی از رابطه جنسی خودداری کنم. من می‌خواهم قدرت جنسی خود را برای دادن زندگی و عشق به همسر و ازدواج آینده ام ذخیره کنم. وقتی برای عشق واقعی خود آماده می‌شوم، با پاک نگه داشتن ذهن و افکارم به هدیه جنسی خود احترام می‌گذارم. من متعهد می‌شوم که در شخصیت رشد کنم تا یاد بگیرم با عشق و آزادی زندگی کنم.
انگشتر خلوص می‌تواند نمادی از عهد باکرگی باشد.
مطالعه‌ای در دانشگاه کلمبیا نشان داد که، در حالی که بسیاری از نوجوانانی که تعهد باکرگی می‌گیرند، خودداری از فعالیت جنسی را انتخاب می‌کنند، آنهایی که در نهایت تعهد خود را زیر پا می‌گذارند، در معرض خطر بیشتری برای داشتن رابطه جنسی ناایمن برای اولین بار نسبت به نوجوانانی هستند که انجام نداده‌اند. اصلاً تعهد باکرگی این مطالعه همچنین نشان داد که تعهد باکرگی در یک گروه کوچک از متعهدین در یک محیط حداقل تا حدی غیر هنجار مؤثرتر بود، به این معنی که اگر پرهیز از خودداری معمول نباشد، کسانی که تعهد باکرگی می‌گیرند به احتمال زیاد به آن پایبند هستند.
بررسی ملی طولی جوانان نشان داده است که در حالی که متعهدین بیشتر از غیر متعهدین تا زمان ازدواج خودداری می‌کنند – که ۹۹ درصد آنها قبل از ازدواج رابطه جنسی دارند – ۸۸ درصد از متعهدین مورد مطالعه قبل از ازدواج رابطه واژینال داشته‌اند. از بین کسانی که متعهد شده بودند، در اولین تجربه آمیزش واژینال با تأخیر قابل توجهی با میانگین ۱۸ ماه تأخیر وجود داشت. با این حال، مشخص شد افرادی که تعهد باکرگی می‌گرفتند، در زمان شروع رابطه جنسی محافظت‌شده کمتری داشتند و در صورت بروز نگرانی، احتمال کمتری داشت که آزمایش STI انجام دهند.

## برنامه درسی رضایت
اگرچه مفهوم رضایت اغلب به عنوان یک ستون اساسی برنامه درسی آموزش جنسی دیده می‌شود، تحقیقات نشان می‌دهد که کشورهای کمی آن را به عنوان یک ضرورت برای آموزش K-12 می‌بینند. از ۱۸ ایالت مورد بررسی، تنها یک ایالت - ایالت اورگان - به صراحت از دانش‌آموزان خواسته بود تا ابزار رضایت را در زمینه جنسی تعریف کنند: استانداردی که تا دبیرستان اجباری نیست، زیرا رضایت فقط به‌طور خلاصه در برنامه درسی دوره راهنمایی اورگان ذکر شده است. . شایان ذکر است که ایالت نیوجرسی به رضایت جنسی اشاره می‌کند، با این حال، کمتر گفته شده است که آیا معیارهایی برای نشان دادن درک دانش آموزان وجود دارد یا خیر.
بیشتر اوقات، رضایت در حوزه آموزش سطح بالا دیده می‌شود. بسیاری از ایالت‌ها قوانین خاصی دارند که دانشگاه‌های دولتی دولتی را ملزم به اجرای این برنامه درسی می‌کند، مانند کالیفرنیا و نیویورک. از آنجایی که ۳۰٫۳ درصد از فارغ التحصیلان دبیرستان به دانشگاه نمی‌روند، فقدان استانداردهای رضایت در کلاس‌های درس دبیرستان باعث می‌شود که بخش قابل توجهی از بزرگسالان جوان هرگز آموزش رسمی در مورد این موضوع دریافت نکنند.

## جنسیت در تربیت جنسی
مانند همه موضوعات مرتبط با جنسیت، جنسیت بخش اساسی آموزش جنسی است و ایده‌های جنسیت و جنسیت در فرهنگ آمریکایی ارتباط نزدیکی دارند. با این حال، شواهدی از پیام‌های جنسیتی در آموزش جنسی مبتنی بر مدرسه آمریکایی وجود دارد که ممکن است به ادامه وجود کلیشه‌های مضر در مورد جنسیت و تمایلات جنسی منجر شود.

### فقط پرهیز
مجله سلامت نوجوانان مطالعه ای با عنوان «فقط پرهیز تا ازدواج: بررسی به روز شده سیاست‌ها و برنامه‌های ایالات متحده و تأثیر آنها» انجام داد. این مطالعه نشان داد که آموزش جنسی صرفاً پرهیز، کلیشه‌های مضر جنسیتی را در مورد انفعال زنان و «مردانگی سخت» تقویت می‌کند، که هر دو با کاهش استفاده از کاندوم و پیشگیری از بارداری مرتبط هستند. به دلیل این ارتباط، محققان به این نتیجه رسیدند که این کلیشه‌ها «سلامت جنسی نوجوانان را تضعیف می‌کنند». تحقیقات پل دیل کلاینرت نشان داد که برنامه‌های فقط پرهیز اغلب شامل اطلاعاتی دربارهٔ گرایش جنسی یا هویت جنسی نمی‌شوند. تحقیقات اضافی توسط جیلیان گریس نورویک که در سال ۲۰۱۶ انجام شد نشان داد که در مصاحبه با دانشجویان دختری که آموزش جنسی فقط پرهیز داشتند، شرکت‌کنندگان معمولاً گزارش می‌دادند که پیام‌هایی دربارهٔ «پاک بودن» جنسی با هدف دختران دریافت می‌کنند.

### نقش‌های جنسیتی
مطالعه‌ای از دانشگاه میشیگان که توسط لاینا بای چنگ انجام شد، بررسی کرد که چگونه آموزش جنسی مبتنی بر مدرسه گاهی نقش‌های جنسیتی سنتی را به دلیل «عادی‌سازی» آمیزش واژینال آلت تناسلی دگرجنس‌گرا در روابط تک همسری با نقش‌های جنسیتی پذیرفته‌شده اجتماعی اعمال می‌کند. همین برنامه‌ها در مورد تنوع فعالیت‌های جنسی انسان که در «هنجار» نمی‌گنجد، بحث نمی‌کنند. این مطالعه همچنین پیشنهاد کرد که این برنامه‌ها می‌توانند دختران را به‌عنوان قربانیان جنسی به تصویر بکشند و عبارات رایجی مانند «پسرها پسر خواهند شد» را در هنگام بحث دربارهٔ تجاوز جنسی و تجاوز تداعی کنند، و دانش‌آموزان را به این باور برسانند که دختران باید مسئولیت‌پذیرتر باشند تا از تجاوز جنسی اجتناب کنند. مطالعات دیگر، مانند مقاله کارین مارتین «تفاوت‌های جنسیتی در ABC پرندگان و زنبورها: آنچه مادران به کودکان خردسال در مورد جنسیت و تولید مثل می‌آموزند» راه‌های مختلفی را که نوجوانان در مورد تمایلات جنسی از منابع مختلف می‌آموزند، مانند رسانه‌ها، مذهب، بررسی می‌کند. و فرهنگ خانواده، به ویژه والدین. این مطالعه بیان می‌کند که نقش‌های جنسیتی، در حالی که در سنین بسیار پایین معرفی می‌شوند، در نوجوانی تأکید و تقویت می‌شوند. Paul Dale Kleinert نیز تحقیقاتی در این زمینه انجام داد. پایان‌نامه او در سال ۲۰۱۶ روش‌هایی را بررسی می‌کند که آموزش جنسی مبتنی بر مدرسه ریشه در ساختارهای اجتماعی مانند نقش‌های جنسیتی دارد، اما نوع برنامه، جامع، صرفاً پرهیز یا پرهیز به علاوه، می‌تواند تا حد زیادی بر میزان سخت‌گیری و/یا نحوه سنتی نقش‌های جنسیتی تأثیر بگذارد. درون جنسیت به تصویر کشیده می‌شوند.

### جنسیت در فرهنگ مدرسه
تأثیر دیگر بر ادراک تمایلات جنسی دانش‌آموزان، فرهنگ مدرسه است، همان‌طور که در مطالعه لوئیزا آلن با عنوان «انکار موضوع جنسی: مقررات مدارس در مورد جنسیت دانش‌آموزان» نشان داده شده است. این مطالعه نشان می‌دهد که چگونه فرهنگ مدرسه می‌تواند دانش‌آموزان را وادار کند که خود را دارای سطوح مختلفی از عاملیت جنسی بر اساس جنسیت بدانند و در عین حال یک تمایلات جنسی نرمال‌شده مشابه آنچه در مطالعه Bay-Cheng ایجاد شد، ایجاد کنند. صرف‌نظر از مطالبی که در برنامه‌های درسی آموزش جنسی مبتنی بر مدرسه گنجانده شده است، نگرش کلی پیرامون رابطه جنسی در مدارس فردی می‌تواند بر شیوه‌هایی که دانش‌آموزان در مورد تمایلات جنسی و تجربیات جنسی خود فکر می‌کنند تأثیر بگذارد.

## آموزش جنسی LGBT
آموزش جنسی LGBT شامل آموزه‌های شیوه‌های جنسی ایمن برای افراد با هر جنسیت و هویت جنسی است، نه فقط برای کسانی که در فعالیت‌های جنسی دگرجنس‌گرا شرکت می‌کنند. مطالعات نشان داده‌اند که امروزه بسیاری از مدارس چنین مسیرهای آموزشی را ارائه نمی‌دهند، احتمالاً به دلیل اختلاف نظر در زمینه آموزش جنسی در مورد اینکه آیا آموزش دگرباشان جنسی باید در برنامه درسی ادغام شود یا خیر. فقدان اطلاعات توزیع شده در مورد روابط سالم از نظر روحی و جسمی دگرباشان جنسی را می‌توان به ننگ مداوم پیرامون دگرباشی در ایالات متحده، به ویژه در رابطه با نوجوانان، نسبت داد.

### سیاست‌های دولتی
در ایالات متحده، ۱۳ ایالت نیاز به بحث در مورد گرایش جنسی در آموزش جنسی دارند. از این ۱۳ ایالت، ۹ ایالت نیاز به بحث در مورد گرایش جنسی دارند تا شامل باشد، در حالی که ۴ ایالت نیاز به ارائه اطلاعات منفی در مورد گرایش جنسی مرتبط با دگرباشان جنسی دارند. آریزونا آموزش HIV را با این شرط ارائه می‌دهد که اگر و زمانی که آموزش داده شود، برنامه درسی آموزش HIV نتواند «سبک زندگی همجنس‌گرا» را ترویج کند یا «همجنس‌گرایی را به شیوه ای مثبت به تصویر بکشد». به‌طور مشابه، آموزش اچ‌آی‌وی در اوکلاهاما آموزش می‌دهد، در میان سایر رفتارها، «فعالیت همجنس‌بازی» به عنوان «مسئول تماس با ویروس ایدز» در نظر گرفته می‌شود.
در ۱ اکتبر ۲۰۱۵، فرماندار کالیفرنیا جری براون دستوری در سراسر ایالت برای آموزش بهداشت جنسی صادر کرد. این لایحه که به عنوان «قانون جوان سالم کالیفرنیا» شناخته می‌شود، ایجاب می‌کرد که تمام برنامه‌های درسی جنسی که در کلاس‌های عمومی کلاس‌های ۷ تا ۱۲ استفاده می‌شود حاوی اطلاعات دقیقی در رابطه با جنسیت و گرایش جنسی باشد. لایحه ۳۲۹ مجمع همچنین ایجاب می‌کند که برنامه درسی «به‌طور مثبت به رسمیت شناخته شود که افراد دارای گرایش‌های جنسی متفاوت هستند.» در حالی که تضمین اجرای مؤثر و یکنواخت این لایحه در مدارس برای دولت دشوار بوده است، این لایحه با مقاومت کمی از سوی مربیان یا والدین مواجه شده است.

### آموزش جنسی طرفدار LGBT
در ایالات متحده، در برنامه‌های مدارس دولتی که آموزش جنسی LGBT بخشی از برنامه درسی آموزش جنسی نیست، دانش‌آموزان دگرباش جنسی به احتمال زیاد درگیر جنسی پرخطرتر هستند که در نهایت منجر به نرخ بالاتر HIV/AIDS و سایر عفونت‌های مقاربتی می‌شود. به عنوان سوزاک و کلامیدیا، و همچنین موارد گزارش شده بیشتر بارداری در نوجوانی. این مشکل برای دانش‌آموزان دگرباش جنسی که در مدارس دولتی با برنامه‌هایی که مسائل جنسی دگرباشان جنسی را در دوره‌های آموزش جنسی آنها پوشش می‌دهند، ثبت نام کرده‌اند، به‌طور مکرر رخ نمی‌دهد. علاوه بر این، دانش‌آموزان دگرباش جنسی که آموزش‌های جنسی تخصصی دریافت نمی‌کنند، بیشتر به جستجوی آنلاین می‌پردازند تا منابع بیشتری را برای کسب اطلاعات بیشتر در مورد جنسیت یا هویت خود جستجو کنند، که ممکن است ایمن یا واقعی نباشد. اغلب، دانش‌آموزان جوان دگرباش جنسی با یافتن فیلم‌های مستهجن در اینترنت، در مورد تمایلات جنسی خود می‌آموزند. گنجاندن برنامه درسی دگرباشان جنسی در دوره‌های آموزش جنسی همچنین نشان داده است که قلدری دانش آموزانی را که به عنوان دگرباشان جنسی در مدارس دولتی ایالات متحده شناخته می‌شوند، کاهش می‌دهد.

### آموزش جنسی ضد دگرباش جنسی
طرف محافظه کارتر که مخالف آموزش جنسی فراگیر LGBT است، استدلال می‌کند که این امر باعث تحمیل تمایلات جنسی به کودکان می‌شود. با این حال، تحقیقات نشان می‌دهد که آموزش فراگیر گرایش جنسی را تغییر نمی‌دهد، اما باعث کاهش آزار و اذیت LGBT در مدارس می‌شود. حامیان مخالف آموزش جنسی LGBT همچنین ممکن است بگویند که این باعث ارتقای تجربیات جنسی با جوانان و رابطه جنسی قبل از ازدواج می‌شود، اما این عوامل در مکان‌هایی با و بدون برنامه درسی آموزش جنسی فراگیر LGBT رخ می‌دهد، اما نرخ بارداری و نرخ عفونت‌های مقاربتی را کاهش می‌دهد.
قانون «نگو همجنس‌گرا» بر توانایی جوانان LGBTQ+ برای جمع‌آوری اطلاعات سلامت جنسی و یادگیری نحوه مشارکت در اعمال جنسی ایمن با حذف بحث دربارهٔ موضوعات مرتبط با جنس دگرباشان در مدرسه تأثیر می‌گذارد. این امر می‌تواند بسیاری از دانش‌آموزان دگرجنس‌گرا را از منابع و اطلاعاتی که به همسالان دگرجنس‌گرای آنها داده می‌شود، بی‌نیاز کند. در این مورد، دانش‌آموزان دگرباش رها می‌شوند تا اطلاعاتی را از منابع خارجی بیابند، مانند اینترنت که دانش‌آموزان دگرباشان را در برابر بیماری‌ها و عفونت‌های مبتنی بر جنسی آسیب‌پذیر می‌کند که می‌تواند باعث عوارض عمده سلامتی شود.
اقدامات اولیه قانونی مربوط به آنچه رسانه‌ها آن را کمپین "نگو همجنسگرا " می‌دانستند در میسوری و تنسی آغاز شد. به‌طور خاص، تنسی برای اولین بار در سال ۲۰۰۵، لایحه ۲۲۹، قانون «نگو همجنسگرایان» را پیشنهاد کرد، اگرچه تنها در سال ۲۰۰۹ زمانی که سنای ایالت این لایحه را تصویب کرد، مورد توجه قرار گرفت. این قانون بر خاموش کردن بحث دربارهٔ مسائل LGBTQ+ در مدارس دولتی متمرکز بود. این شامل جلوگیری از بحث دربارهٔ آموزش جنسی دگرباش برای همه دانش آموزانی است که در مدارس دولتی در این ایالت‌ها شرکت می‌کنند. لایحه ۲۲۹ در سال ۲۰۱۲ از طریق کمیته فرعی آموزش خانه تنسی به تصویب رسید. بعداً در سال ۲۰۱۳، سناتور استیسی کانفیلد، این کمپین را با لایحه ۲۳۴ اصلاح کرد تا امکان گفتگوهای شخصی در مورد همجنسگرایی و مسائل ناسازگار جنسیتی با معلمان و مشاوران راهنمایی فراهم شود. با این حال، گزارش هویت جنسی دانش آموزان را به والدین پس از انجام این گفتگوها الزامی کرد.
در سال ۲۰۱۲ میسوری لایحه خانه ۲۰۵۱ را تهیه کرد، لایحه ای مشابه با تنسی که هدف آن حمایت از ارزش‌های ناهنجار خانواده با ممنوع کردن گفتمان LGBTQ+ در مدرسه و باشگاه‌های مرتبط با جنسیت‌های غیرهترونرماتیک بود. حامیان این قانون استدلال می‌کنند که این لایحه از حق محافظت شده در قانون اساسی برای مدیریت آموزش فرزندانشان حمایت می‌کند، که در بند روند قانونی اصلاحیه چهاردهم قانون اساسی تصریح شده است. با این حال، مخالفان استدلال می‌کنند که این می‌تواند دانشجویان، معلمان و سایر دانشکده‌ها را در مورد اولین اصلاحیه حق آزادی بیان تحت تأثیر قرار دهد. این لایحه به دلیل مخالفت عمومی در قانون تثبیت نشد.
لایحه ۱۵۵۷ خانه فلوریدا از اول ژوئیه ۲۰۲۲ در مدارس ابتدایی فلوریدا تصویب شد و توسط فرماندار ران دیسانتیس امضا شد. این لایحه مربیان مدارس را از بحث و مدیریت محتوایی که شامل هویت و گرایش جنسی است منع می‌کند. مخالفان این لایحه اعلام کرده‌اند که کودکان LGBTQ+ فاقد حمایت در محیط‌های خانه خود به‌طور قابل توجهی آسیب خواهند دید زیرا معلمان و مشاوران دیگر نمی‌توانند کمک و راحتی ارائه دهند. همه بحث‌های مربوط به جنسیت و تمایلات جنسی از مهدکودک تا کلاس سوم کاملاً ممنوع است. دستورالعمل نحوه اجرای این موضوعات برای دانش‌آموزان مبهم است، با تنها توضیح این که طبق اظهارات دولت باید سن و رشد مناسب داشته باشد. هرگونه تخلف از این لایحه حکم پیگرد قانونی دارد و عواقب مالی آن تحت پوشش مدرسه مورد نظر قرار می‌گیرد. این لایحه در ابتدا شامل بندهایی بود که مدارس را ملزم می‌کرد دانش‌آموزان مرتبط با LGBTQ+ را به سرپرستان خود «بیرون» کنند. این بندها از آن زمان توسط جو هاردینگ نماینده حذف شده است. رئیس‌جمهور جو بایدن از این اقدام انتقاد کرده و متعهد شده از برکناری آن حمایت کند. حامیان این لایحه ادعا می‌کنند که گنجاندن موضوعات LGBTQ+ در برنامه‌های درسی مدارس نوعی آراستگی است و حذف آن به والدین قدرت می‌دهد تا در تربیت فرزندان خود مشارکت بیشتری داشته باشند. مخالفان این لایحه استدلال می‌کنند که جرم انگاری آموزش LGTBQ+ و برچسب زدن «آرایش» تبعیض بر اساس گرایش جنسی و جنسیت است.

### جنجال - جدال سرسختانه
حامیان آموزش جنسی LGBT استدلال می‌کنند که شامل همه جنسیت‌ها و هویت‌های جنسی به دانش آموزان LGBT اطلاعات بهداشتی مربوط به آنها، مانند پیشگیری از STI برای صمیمیت همجنس‌گرا، ارائه می‌دهد. علاوه بر این، این آموزه‌ها می‌تواند به جلوگیری از عزت نفس پایین، افسردگی و قلدری کمک کند، همان‌طور که در تحقیقات نشان داده شده است. مخالفان آموزش جنسی دوستدار دگرباشان جنسی ادعا می‌کنند که آموزش موضوعات بهداشتی به این روش می‌تواند بی‌احترامی به برخی از باورهای مذهبی باشد و به‌طور بالقوه دیدگاه‌های سیاسی خاصی را به دانش آموزان تحمیل کند.

## سیاست‌های آموزش جنسی و دسترسی
دریافت آموزش جنسی رسمی با عوامل مهمی مانند سن، درآمد، نژاد، مکان و پیشینه مرتبط است.

### تأثیرات منطقه ای
تفاوت‌های قابل توجهی در محتوای آموزش جنسی در مناطق مختلف جغرافیایی ایالات متحده وجود دارد در حالی که آموزش جنسی تقریباً در هر دبیرستان در ایالات متحده تدریس می‌شود، باورها و شیوه‌های محلی در مورد جنسیت به شدت بر نحوه آموزش آموزش جنسی تأثیر می‌گذارد. به‌طور کلی، آموزش برخی از انواع آموزش‌های جنسی به‌طور گسترده توسط عموم مردم آمریکا حمایت می‌شود، اما باورها در مورد اینکه آیا رابطه جنسی باید فقط بین افراد متأهل باشد یا نه می‌تواند تعیین کند که آیا مدارس محلی فقط آموزش پرهیز از بارداری را آموزش می‌دهند، یا اینکه شامل درس‌هایی در مورد پیشگیری از بارداری و پیشگیری از STI می‌شود. ایالات جنوب و غرب میانه ایالات متحده احتمالاً معتقدند که رابطه جنسی فقط باید در یک ازدواج اتفاق بیفتد. آنها همچنین ایالتی هستند که بالاترین درصد مدارسی را دارند که آموزش‌های جنسی را صرفاً پرهیز می‌کنند. این منجر به کاهش شانس آموزش در مورد موضوعات و روش‌های مختلف برای دانش‌آموزان در مناطقی می‌شود که آموزش فقط پرهیز را آموزش می‌دهند. بخش‌های غربی و شمال شرقی ایالات متحده احتمالاً شامل درس‌هایی دربارهٔ روش‌های مختلف درگیر شدن در فعالیت جنسی و استفاده از داروهای پیشگیری از بارداری و/یا ابزارهای پیشگیری از بیماری‌های مقاربتی است. ایالت‌های غرب میانه، جنوب و غرب بیشتر از مدارس شمال شرقی در مورد ناکارآمدی روش‌های کنترل بارداری غیرطبیعی آموزش می‌دهند یا اصلاً آنها را پوشش نمی‌دهند. علی‌رغم این تفاوت‌ها، اکثر ایالات متحده از طریق پرهیز تنها یا بهترین رویکرد پرهیز از تأکید بر پرهیز حمایت می‌کنند. با این حال، دیدگاه‌های جامعه و منطقه‌ای در مورد رابطه جنسی قبل از ازدواج در نهایت به این موضوع منعکس می‌شود که آیا، و تا چه میزان، روش‌های انجام رابطه جنسی ایمن علاوه بر این به دانش‌آموزان آموزش داده می‌شود. چند نمونه منطقه ای متنوع در زیر ارائه شده است.

#### ویرجینیا
ویرجینیا از برنامه آموزش جنسی به نام کمپین ملی برای جلوگیری از بارداری ناخواسته و نوجوانان استفاده می‌کند. کمپین ملی در سال ۱۹۹۶ ایجاد شد و بر پیشگیری از بارداری‌های ناخواسته نوجوانان و بزرگسالان جوان تمرکز دارد. کمپین ملی هدفی را برای کاهش میزان بارداری نوجوانان تعیین کرد۱⁄۳ سال. وزارت بهداشت ویرجینیا ویرجینیا را در رتبه ۱۹ در میزان تولد حاملگی نوجوانان در سال ۱۹۹۶ قرار داد. ویرجینیا همچنین ۳۵٫۲ تولد نوجوان در هر ۱۰۰۰ دختر ۱۵ تا ۱۹ ساله در سال ۲۰۰۶ رتبه‌بندی شد. هدف افراد سالم در سال 2010 نرخ حاملگی نوجوانان با ۴۳ بارداری یا کمتر از آن در هر ۱۰۰۰ زن ۱۵ تا ۱۷ ساله است.
میسیسیپی
آموزش جنسی در مدارس دولتی میسیسیپی برای اولین بار در سال ۲۰۱۱ معرفی شد، با این الزام که مدارس برنامه درسی «فقط پرهیز» یا «پرهیز به علاوه» را آموزش دهند. این قانون دارای الزامات اضافی بود، مانند جدا کردن پسران و دختران برای آموزش و عدم اجازه دادن به مربیان برای نشان دادن استفاده فیزیکی از وسایل پیشگیری از بارداری مانند کاندوم. این قانون از ۱ ژوئیه ۲۰۲۱ به روز شده است. وزارت آموزش و پرورش ایالت اعلام کرد که آنها اکنون برنامه‌های درسی را موظف می‌کنند که «از لحاظ فرهنگی، مبتنی بر شواهد، از نظر پزشکی دقیق و متناسب با سن دانش آموزان راهنمایی و دبیرستان باشد». این اولین بار بود که چنین اقدامات فراگیر گنجانده می‌شد. با این حال، آموزش جنسی هنوز اجباری نیست، هم به دلیل تصمیمات منطقه و هم به دلیل والدین فردی از طریق «خط مشی انتخاب کردن».
میسیسیپی که با آلاباما گره خورده است، مذهبی‌ترین ایالت بر اساس تعدادی شاخص است، مانند ۸۲٪ از بزرگسالان با اطمینان مطلق به خدا اعتقاد دارند. با توجه به اینکه ایالت چقدر مذهبی و محافظه کار است، طرفداران آموزش جامع جنسی اغلب از ایالت می‌سی‌سی‌پی به عنوان نمونه ای از پیامدهای منفی و شکست آموزش فقط پرهیز استفاده می‌کنند.
تنسی
تنسی هیچ برنامه درسی اجباری تربیت جنسی ندارد، و در صورت انتخاب برای تدریس، به تک تک مناطق مدرسه می‌گذارد که بر برنامه‌های درسی جنسی خود نظارت کنند. بسیاری از آن مناطق مدرسه به شدت بر برنامه‌های درسی مبتنی بر پرهیز تکیه کرده‌اند. مدارس تنسی یک برنامه آموزش زندگی خانوادگی اجباری ایجاد کرده‌اند، اگر نرخ بارداری زنان ۱۵ تا ۱۷ ساله بالاتر از ۱۹٫۵ در هر ۱۰۰۰ بسته به شهرستان باشد. در سال ۲۰۱۲، قانونگذار ایالتی لایحه ۳۳۱۰ سنا را تصویب کرد، که در غیر این صورت به عنوان «قانون دروازه» شناخته می‌شود، برای اجرای پرهیز از آموزش جنسی و محدود کردن اطلاعاتی که توسط مربیان به دانش آموزان داده می‌شود که فعالیت‌های جنسی را تشویق می‌کنند با مجازات ۵۰۰ دلار در صورت انجام. اخیراً، در سال ۲۰۱۷، قانونگذار ایالتی لایحه 1510 سنا را برای ارائه مداخله، درمان و پیشگیری از سوء استفاده جنسی از کودکان تصویب کرد. اگرچه لایحه ۱۵۱۰ سنا اجرا شد، اما همچنان ترویج فعالیت‌های جنسی و جلوگیری از بارداری در اموال مدرسه را ممنوع می‌کرد. در حال حاضر در حال بررسی لایحه ۶۴۶ سنا است که در آن برنامه درسی برای دانش آموزان شامل آموزش جنسی «دقیق پزشکی و مناسب سن» است. با انجام این کار، دانش‌آموزان می‌توانند اطلاعاتی در مورد رضایت، پرهیز، بیماری‌های مقاربتی، بارداری و مهارت‌های ارتباطی به دست آورند.
فلوریدا
آموزش جنسی در فلوریدا اجباری نیست، اما ایالت یک برنامه درسی جامع آموزش بهداشت را اجرا کرده است که بارداری را آموزش می‌دهد و پرهیز را به عنوان «استاندارد اجتماعی مورد انتظار» در نظر می‌گیرد. در این گونه دوره‌ها دانشجویان با تک همسری، ازدواج‌های دگرجنس گرا و پرهیز تا زمان ازدواج آشنا می‌شوند. اگرچه دوره‌ها تدریس می‌شوند، والدین و سرپرستان می‌توانند از اجازه دادن به دانش‌آموزان برای یادگیری با ارتباط کتبی و رضایتی که به مدرسه آنها داده می‌شود، انصراف دهند. چندین لایحه خانه برای شروع قانون نوجوانان سالم فلوریدا پیشنهاد شد که در آن مدارس موظف بودند دانش آموزان را با اطلاعات بهداشتی جامع و دقیقی آشنا کنند که مناسب سن در مورد تمایلات جنسی، روابط سالم و پیشگیری از بارداری است. سنا برای تصویب این لایحه‌ها را وتو کرد.

#### تگزاس
آموزش جنسی در تگزاس اخیراً به یک سیاست مورد توجه در ایالت تبدیل شده است. با افزایش اعتراضات اخیر و لوایح پیشنهادی در مجلس تگزاس، سیاست فعلی کانون بررسی‌های زیادی بوده است. از سال ۱۹۹۷، زمانی که لایحه ۱ سنا تصویب شد، تگزاس تصمیم‌گیری در مورد گنجاندن کلاس‌های آموزش جنسی در مدارس را به مناطق جداگانه واگذار کرد. اعضای هیئت مدیره مدرسه حق دارند کلیه برنامه‌های درسی را که تدریس می‌شود تصویب کنند. با این حال، این لایحه دارای معیارهای خاصی است که یک مدرسه باید در هنگام انتخاب آموزش جنسی از آنها پیروی کند. این شامل:
- پرهیز از فعالیت جنسی به عنوان انتخاب ترجیحی رفتار در رابطه با تمام فعالیت‌های جنسی برای افراد مجرد در سن مدرسه.
- بیش از هر رفتار دیگری به پرهیز از فعالیت جنسی توجه کنید.
- تأکید می‌کنند که پرهیز از فعالیت جنسی، در صورت استفاده مداوم و صحیح، تنها روشی است که ۱۰۰ درصد در پیشگیری از بارداری، بیماری‌های مقاربتی، عفونت با ویروس نقص ایمنی انسانی (HIV) یا سندرم نقص ایمنی اکتسابی (ایدز) مؤثر است. آسیب‌های مرتبط با فعالیت جنسی نوجوانان؛
- نوجوانان را به استانداردی از رفتار هدایت می‌کند که در آن پرهیز از فعالیت جنسی قبل از ازدواج موثرترین راه برای جلوگیری از بارداری، بیماری‌های مقاربتی و ابتلا به HIV یا ایدز است.
- و اگر دستورالعمل پیشگیری از بارداری و کاندوم در محتوای برنامه آموزشی گنجانده شده باشد، پیشگیری از بارداری و استفاده از کاندوم را از نظر میزان شکست، نه آمار بر اساس میزان آزمایشگاهی در دنیای واقعی آموزش دهید.

علاوه بر این، مناطق مدرسه مجاز به توزیع کاندوم در ارتباط با آموزش‌های مربوط به تمایلات جنسی انسان نیستند.
از زمان تصویب این سیاست، مطالعات تحقیقاتی متعددی برای ارزیابی سیاست ادیت جنسی، یعنی جنبه صرفاً پرهیز از تدریس، انجام شده است. دکتر دیوید وایلی و کلی ویلسون گزارش فقط بگو نمی‌دانم: آموزش جنسی در مدارس دولتی تگزاس را منتشر کردند که در آن دریافتند:
- آموزش‌های مبتنی بر ترس و شرمندگی معمولاً برای آموزش رابطه جنسی استفاده می‌شود
- کلیشه‌های جنسیتی ترویج می‌شود
- اکثر دانش آموزان هیچ اطلاعاتی در مورد تمایلات جنسی انسان به جز پرهیز دریافت نمی‌کنند
- مواد استفاده شده به‌طور مرتب حاوی خطاهای واقعی هستند و حقیقت را در مورد کاندوم و بیماری‌های مقاربتی تحریف می‌کنند

به گفته مایک ویارئال، نماینده ایالت تگزاس، ویارئال گفت: «ما وظیفه داریم اطمینان حاصل کنیم که فرزندانمان اطلاعات دقیق را در کلاس درس دریافت می‌کنند، به ویژه زمانی که سلامت دانش آموزان در خطر است.» ما با مشکلات بی‌شماری در تگزاس به دلیل نرخ بالای بارداری در نوجوانان درگیر هستیم. با در نظر گرفتن این موضوع، بسیاری از قانونگذاران ایالتی لایحه‌هایی را برای بهبود آموزش جنسی در مدارس تگزاس پیشنهاد کرده‌اند.
- SB 852/HB 1624[۱۴۴] - در فوریه ۲۰۱۱، سناتور الیس لایحه «آموزش کار می‌کند» را پیشنهاد کرد. این لایحه مدارسی را که آموزش جنسی را آموزش می‌دهند ملزم می‌کند اطلاعات مبتنی بر شواهد و متناسب با سن ارائه دهند که بر اهمیت پرهیز به عنوان تنها روش ۱۰۰٪ مؤثر برای جلوگیری از عفونت‌های مقاربتی (STIs) و بارداری تأکید می‌کند و در عین حال در مورد روش‌های پیشگیری از STI و بارداری نیز آموزش می‌دهد.
- HB 741/SB 515[۱۴۵] - در سال ۲۰۱۱، نمایندگان خواکین کاسترو و مایک ویلارئال لایحه ای را ارائه کردند که خواستار لایحه آموزش بهداشت جنسی به اضافه پرهیز از خودداری شد. این لایحه دارای اطلاعات دقیق پزشکی است، از جمله: پرهیز از بارداری، پیشگیری از بارداری و آنچه واقعاً برای والدین لازم است. این لایحه مورد بررسی قرار گرفت اما در کمیسیون رها شد.
- HB 1567/SB 1076[۱۴۶] - این لایحه که در سال ۲۰۰۹ توسط ویلارئال معرفی شد، نیاز به آموزش علمی دقیق در مورد استفاده از روش‌های جلوگیری از بارداری داشت، زمانی که به عنوان بخشی از برنامه آموزش بهداشت جنسی مدارس تدریس می‌شد. این لایحه به مرحله بحث و تصویب نرسید.

شواهد علمی انباشته شده در طی چندین دهه نشان می‌دهد که برنامه درسی فقط پرهیز تا ازدواج (AOUM) که در مدارس تگزاس تدریس می‌شود در کاهش نرخ بارداری نوجوانان در تگزاس مضر و بی اثر است. با وجود این حقایق، که اخیراً در مجله سلامت نوجوانان منتشر شده است، برنامه‌های AOUM همچنان توسط دولت ایالات متحده تأمین می‌شود. در واقع، دولت ایالات متحده بیش از ۲ میلیارد دلار در طول ۲۰ سال گذشته برای ممنوعیت آموزش جامع جنسی در مدارس دولتی هزینه کرده است و در عوض بودجه برنامه درسی AOUM را در حالی که نرخ بارداری نوجوانان همچنان در حال افزایش است، انتخاب کرده است.
مدارس کاتولیک در تگزاس از آموزه‌های کلیسای کاتولیک در رابطه با آموزش جنسی پیروی می‌کنند. برخی از مخالفان آموزش جنسی در مدارس کاتولیک بر این باورند که برنامه‌های سکس بیشتر به جوانان آسیب می‌زند تا مفید. مخالفان آموزش جنسی معتقدند که کودکان از نظر ذهنی و عاطفی برای این نوع آموزش آماده نیستند و معتقدند که قرار دادن نوجوانان در معرض برنامه‌های جنسی ممکن است دانش آموزان را به مشغله جنسی تشویق کند.
کلیسای کاتولیک معتقد است که والدین اولین مربیان هستند و باید به درستی برای وظیفه خود در رابطه با تربیت جنسی مبارزه کنند:
- Humanae Vitae تعلیم می‌دهد که مؤمنان باید «وجدان» خود را به عنوان راهنمای تصمیم‌گیری مسیح وار در رابطه با تربیت جنسی تشکیل دهند.[۱۵۰]
- جوان نباید درگیر رابطه جنسی قبل از ازدواج، زنای محصنه، زنای غیرمحصنه یا سایر اعمال ناخالصی یا رسوایی دیگران شود.
- پاپ ژان پل دوم می‌گوید که آموزش جنسی «حق و وظیفه اساسی والدین است.»

### سیاست‌های کلی
از ۱ ژوئیه 2022:
- ۲۶ ایالت موظفند هم آموزش جنسی و هم آموزش HIV ارائه شود.
- ۲ ایالت فقط آموزش جنسی را اجباری می‌کنند.
- ۱۱ ایالت فقط آموزش HIV را اجباری می‌کنند.
- ۳۹ ایالت (و ناحیه کلمبیا) موظف هستند که آموزش جنسی و/یا HIV ارائه شود.
  - در تنسی آموزش جنسی اجباری می‌شود اگر نرخ بارداری برای زنان جوان، در محدوده سنی ۱۵ تا ۱۷ سال، برابر یا بالاتر از ۱۹٫۵ باشد.[۱۵۲]
- ۱۷ ایالت نیاز دارند که در صورت ارائه، آموزش جنسی از نظر پزشکی دقیق باشد.
  - کالیفرنیا، کلرادو، هاوایی، ایلینوی، آیووا، لوئیزیانا، میسوری، مین، نیوجرسی، کارولینای شمالی، اورگان، رود آیلند، تنسی، یوتا، ویرجینیا، واشینگتن
- ۴ ایالت ترویج دین در آموزش جنسی را ممنوع کردند.
  - کالیفرنیا، لوئیزیانا، کلرادو، ایلینوی
- ۱۰ ایالت ایجاب می‌کنند که آموزش جنسی نمی‌تواند بر ضد هیچ نژاد یا قومیتی تعصب داشته باشد و باید از نظر فرهنگی مناسب و مرتبط با پیشینه دانش آموزان باشد.
  - کالیفرنیا، کلرادو، ایلینوی، آیووا، ماساچوست، نیوجرسی، اورگان، رود آیلند، تنسی، واشینگتن
- ۲۶ ایالت (و ناحیه کلمبیا) نیاز دارند که اطلاعات متناسب با سن در برنامه درسی آموزش جنسی ارائه شود.
  - آلاباما، آریزونا، کالیفرنیا، کلرادو، ناحیه کلمبیا، فلوریدا، هاوایی، ایلینوی، آیووا، مین، می‌سی‌سی‌پی، میسوری، مونتانا، نوادا، نیوجرسی، نیومکزیکو، کارولینای شمالی، اورگان، رود آیلند، کارولینای جنوبی، تنسی، تگزاس ورمونت، ویرجینیا، واشینگتن، نیویورک، پنسیلوانیا.
- ۲۰ ایالت (و ناحیه کلمبیا) نیاز دارند که در صورت ارائه، آموزش جنسی باید حاوی اطلاعاتی در مورد پیشگیری از بارداری باشد.
  - آلاباما، کالیفرنیا، کلرادو، کانکتیکات، دلاور، ناحیه کلمبیا، هاوایی، ایلینوی، مین، مریلند، نیوجرسی، نیومکزیکو، کارولینای شمالی، اورگان، رود آیلند، کارولینای جنوبی، تگزاس، ورمونت، ویرجینیا، واشینگتن، ویرجینیای غربی.
- ۱۴ ایالت مستلزم آن هستند که در صورت ارائه، آموزش جنسی گرایش جنسی را به صورت فراگیر یا منفی پوشش دهد.
  - ۱۱ ایالت (و ناحیه کلمبیا) نیاز به دیدگاهی فراگیر در مورد گرایش جنسی دارند.
    - کالیفرنیا، کلرادو، کانکتیکات، دلاور، ناحیه کلمبیا، ایلینوی، آیووا، مریلند، نیوجرسی، اورگان، رود آیلند، واشینگتن

  - ۴ حالت ایجاب می‌کند که فقط اطلاعات منفی در مورد گرایش جنسی ارائه شود.
    - فلوریدا، لوئیزیانا، می‌سی‌سی‌پی، تگزاس

#### آموزش پرهیز
از ۱ ژوئیه 2022 ۳۹ ایالت (و ناحیه کلمبیا) نیاز به آموزش پرهیز دارند و ۲۹ ایالت برای تأکید بر پرهیز نیاز دارند.
- آلاباما، آریزونا، آرکانزاس، کلرادو، دلاور، فلوریدا، جورجیا، هاوایی، آیداهو، ایلینوی، ایندیانا، کنتاکی، لوئیزیانا، مین، میشیگان، میسیسیپی، میسوری، نیوجرسی، کارولینای شمالی، کارولینای جنوبی، اوهایو، تنسی، تگزاس، یوتا ویسکانسین، واشینگتن

۱۰ ایالت (و ناحیه کلمبیا) برای پوشش دادن به پرهیز نیاز دارند.
- کالیفرنیا، کانکتیکات، ناحیه کلمبیا، مریلند، نیوهمپشایر، نیومکزیکو، داکوتای شمالی، ویرجینیا، ورمونت، ویرجینیای غربی

۱۹ ایالت مستلزم آن هستند که دستورالعمل در مورد اهمیت انتظار برای برقراری روابط جنسی تا زمان ازدواج گنجانده شود.
- آلاباما، آرکانزاس، فلوریدا، جورجیا، ایلینوی، ایندیانا، لوئیزیانا، میشیگان، میسیسیپی، میسوری، کارولینای شمالی، داکوتای شمالی، اوهایو، کارولینای جنوبی، تنسی، تگزاس، یوتا، ویرجینیا، ویسکانسین

۱۷ ایالت (و ناحیه کلمبیا) نیاز دارند که بحث در مورد پیامدهای منفی احتمالی بارداری و رابطه جنسی نوجوانان درج شود.
- آریزونا، کلرادو، کانکتیکات، ناحیه کلمبیا، فلوریدا، ایندیانا، میسیسیپی، میسوری، نیومکزیکو، کارولینای شمالی، داکوتای شمالی، اوهایو، رود آیلند، تنسی، تگزاس، ورمونت، ویرجینیا، ویرجینیای غربی

#### نقش والدین
از ۱ ژانویه 2023:
ایالت‌ها در سیاست‌های مربوط به نقش والدین در آموزش جنسی متفاوت هستند. برخی از ایالت‌ها برای آموزش جنبه‌های خاصی از برنامه درسی آموزش جنسی/HIV به رضایت والدین نیاز دارند، در حالی که برخی دیگر نیاز دارند که والدین شرکت کنندگان فعال در آموزش باشند.
- ۴۰ ایالت (و ناحیه کلمبیا) نیاز به مشارکت والدین در آموزش جنسی و/یا HIV دارند.
- ۲۵ ایالت (و ناحیه کلمبیا) نیاز دارند که به والدین اطلاع داده شود که آموزش جنسی و/یا HIV ارائه می‌شود.
- ۳۵ ایالت (و ناحیه کلمبیا) به والدین این فرصت را می‌دهند که با حذف فرزندشان از برنامه درسی از دریافت آموزش جنسی/اچ آی وی جلوگیری کنند.
  - آلاباما، آلاسکا، کالیفرنیا، کلرادو، کنتیکت، ناحیه کلمبیا، فلوریدا، جورجیا، هاوایی، آیداهو، ایلینوی، ایندیانا، آیووا، لوئیزیانا، مین، مریلند، ماساچوست، میشیگان، میسوری، مونتانا، نیوهمپشایر، نیوجرسی، نیومکزیکو اوهایو، اوکلاهما، اورگان، کارولینای جنوبی، ویرجینیا، واشینگتن، ویرجینیای غربی، ویسکانسین
  - در آریزونا، نیویورک، پنسیلوانیا، رود آیلند و ورمونت، والدین می‌توانند از فرزندشان بخواهند که آموزش HIV را انصراف دهد.
- ۶ ایالت قبل از اجازه دادن به دانش آموزان برای شرکت در آموزش جنسی و/یا HIV به رضایت والدین نیاز دارند
  - آریزونا، می‌سی‌سی‌پی، نوادا، تنسی، تگزاس، یوتا

#### آموزش روابط جنسی سالم
برخی از برنامه‌های درسی آموزش جنسی شامل دستورالعمل‌هایی در مورد شیوه‌های سالم برای روابط و تمایلات جنسی هستند. این دستورالعمل می‌تواند از طیف گسترده‌ای از موضوعات، مانند استراتژی‌های ارتباطی تا حفظ سلامت جنسی متفاوت باشد.
از ۱ مه 2018:
- ۲۸ ایالت (و ناحیه کلمبیا) ایجاب می‌کنند که وقتی آموزش جنسی ارائه می‌شود، شامل اطلاعاتی در مورد «مهارت‌های زندگی» سالم باشد، از جمله؛ تصمیم‌گیری سالم، تمایلات جنسی سالم (از جمله اجتناب/جلوگیری از رابطه جنسی اجباری) و ارتباطات خانوادگی.
  - آلاباما، آریزونا، آرکانزاس، کالیفرنیا، کلرادو، دلاور، ناحیه کلمبیا، هاوایی، کنتاکی، ایلینوی، مین، مریلند، میشیگان، مینه سوتا، می‌سی‌سی‌پی، میسوری، نیوجرسی، نیومکزیکو، کارولینای شمالی، اورگان، رود آیلند، تنسی، تگزاس، یوتا، ورمونت، ویرجینیا، واشینگتن، ویرجینیای غربی
- ۲۲ ایالت (و ناحیه کلمبیا) نیاز دارند که برنامه درسی آموزش جنسی در مورد مهارت‌ها و اطلاعات برای جلوگیری از رابطه جنسی اجباری بحث کند.
  - آلاباما، آریزونا، آرکانزاس، کلرادو، دلاور، ناحیه کلمبیا، ایلینوی، مریلند، میشیگان، می‌سی‌سی‌پی، میسوری، نیوهمپشایر، نیومکزیکو، کارولینای شمالی، اورگان، رود آیلند، تنسی، تگزاس، یوتا، ورمونت، ویرجینیا، ویرجینیای غربی
- ۲۲ ایالت (و ناحیه کلمبیا) ایجاب می‌کنند که برنامه درسی آموزش جنسی شامل بحث در مورد مهارت‌های جنسی سالم باشد.
- ۱۱ ایالت مستلزم آن است که برنامه درسی آموزش جنسی شامل مهارت‌های ارتباطی برای نوجوانان و آموزش بحث در مورد جنسیت و تمایلات جنسی با اعضای خانواده (با تأکید بر ارتباط با والدین) باشد.
  - کالیفرنیا، کلرادو، مین، نیومکزیکو، کارولینای شمالی، اورگان، تنسی، یوتا، ورمونت، ویرجینیا، واشینگتن

#### آموزش HIV
از ۱ مه 2018:
- ۳۴ ایالت (و ناحیه کلمبیا) آموزش HIV را اجباری می‌کنند
  - آلاباما، کالیفرنیا، کنتیکت، دلاور، ناحیه کلمبیا، جورجیا، هاوایی، ایلینوی، ایندیانا، آیووا، کنتاکی، مین، مریلند، میشیگان، مینه‌سوتا، میسوری، مونتانا، نوادا، نیوهمپشایر، نیوجرسی، نیومکزیکو، نیویورک، کارولینای شمالی، اوهایو، اوکلاهما، اورگان، پنسیلوانیا، رود آیلند، کارولینای جنوبی، تنسی، یوتا، ورمونت، واشینگتن، ویرجینیای غربی، ویسکانسین
- ۲۰ ایالت مستلزم این هستند که در صورت ارائه، آموزش HIV باید شامل اطلاعاتی در مورد کاندوم و سایر اشکال پیشگیری از بارداری باشد.
- ۳۹ ایالت مستلزم این هستند که آموزش HIV باید شامل پرهیز باشد
  - ۲۷ ایالت نیاز به پرهیز تأکید دارند
  - ۱۲ ایالت نیاز به بحث در مورد پرهیز دارند

### نابرابری‌های آموزش جنسی و نابرابری‌های سلامت جنسی
سیاهپوستان و اسپانیایی‌های رنگین‌پوست و اقلیت‌های جنسی (مخصوصاً MSM/مردانی که با مردان رابطه جنسی دارند) بار نامتناسبی از عفونت‌های مقاربتی از جمله HIV را تحمل می‌کنند، و افراد سیاه‌پوست و اسپانیایی‌تبار نرخ بالاتری از بارداری ناخواسته دارند. نسبت به سفیدپوستان موانع مراقبت از سلامت جنسی ممکن است شامل هزینه، دسترسی، سوگیری ارائه‌دهنده مراقبت‌های بهداشتی و سواد سلامت پایین و همچنین دسترسی به آموزش جنسی (هم در دریافت و هم در زمان‌بندی) باشد. تفاوت‌های نژادی، جنسیتی و وضعیت اقلیت‌های جنسی گسترده در آموزش جنسی وجود دارد. قرار گرفتن متفاوت در معرض اطلاعات و مهارت‌های لازم برای حفظ سلامت جنسی، همان‌طور که در آموزش جامع جنسی ارائه می‌شود، ممکن است یک عامل مؤثر در نابرابری در نتایج سلامت جنسی باشد. یک مطالعه اخیر نشان داد که مردان جوان سیاه‌پوست و اسپانیایی‌تبار کمتر از مردان جوان سفیدپوست آموزش‌هایی در مورد موضوعات کلیدی سلامت جنسی از جمله HIV/STIs و پیشگیری از بارداری دریافت می‌کنند، هم قبل از اولین تجربه جنسی. زنان جوان سیاه‌پوست کمتر از زنان جوان سفیدپوست اطلاعاتی در مورد پیشگیری از بارداری قبل از تجربه جنسی اولیه دریافت می‌کردند. تفاوت‌های نژادی و قومی در دانش سلامت جنسی ممکن است نتیجه نابرابری در دریافت آموزش‌های جامع سلامت جنسی باشد، که جوانان رنگین‌پوست را در معرض خطر بیشتری برای سلامت جنسی ضعیف قرار می‌دهد. نابرابری‌ها بر اساس رفتار یا جهت‌گیری جنسی نیز وجود دارد. مردان جوانی که با مردان رابطه جنسی دارند، علیرغم بار نامتناسب بیماری‌های مقاربتی بر روی این گروه، کمتر در مورد بیماری‌های مقاربتی یا اچ آی وی/ایدز آموزش دریافت می‌کنند. نکته مهم این است که آموزش جنسی به‌طور کلی «روابط دگرجنس‌گرا را متمرکز می‌کند و هویت‌ها و رفتارهای دگرباش را حذف یا آسیب‌شناسی می‌کند».

### تأثیر ثروت بر تربیت جنسی
طبق نظرسنجی ملی خانواده و رشد، نوجوانان خانواده‌های کم‌درآمد و غیرسفیدپوست به احتمال زیاد آموزش‌های جنسی فقط پرهیز از خودداری دریافت می‌کنند. نوجوانانی که خانواده‌های سالمی دارند نیز بیشتر از آنهایی که با یک والدین زندگی می‌کنند، آموزش‌های جامع جنسی دریافت می‌کنند. نشان داده شده است که جوانان محروم کمترین احتمال بهره‌مندی از برنامه‌های آموزش جنسی رسمی را دارند.

## بیشتر خواندن
- کورتنی کیو شاه، سکس اد، تفکیک شده: جستجوی دانش جنسی در آمریکای دوران پیشرو. روچستر، نیویورک: انتشارات دانشگاه روچستر، ۲۰۱۵.
- مری ای. ویلیامز (ویرایش)، جنسیت: دیدگاه‌های مخالف. دیترویت، MI: گرینهاون، ۲۰۰۶.
- Stanger-Hall, Kathrin F.; Hall, David W. (14 October 2011). "آموزش فقط پرهیز و میزان بارداری نوجوانان: چرا ما به آموزش جنسی جامع در ایالات متحده نیاز داریم". PLOS ONE. 6 (10): e24658. Bibcode:2011PLoSO...624658S. doi:10.1371/journal.pone.0024658. PMC 3194801. PMID 22022362.

### پرهیز فقط طرفداران
- تهاتر پرهیز
- صعود کنید
- تحقیقات حمایت از خودداری بنیاد هریتیج

### طرفداران آموزش جامع جنسی
- انجمن اطلاعات و آموزش جنسی ایالات متحده
- کمپین ملی پیشگیری از بارداری نوجوانان
- مؤسسه گاتماخر
- حرکت قانونی